# نظریه‌های توطئه فرود بر ماه

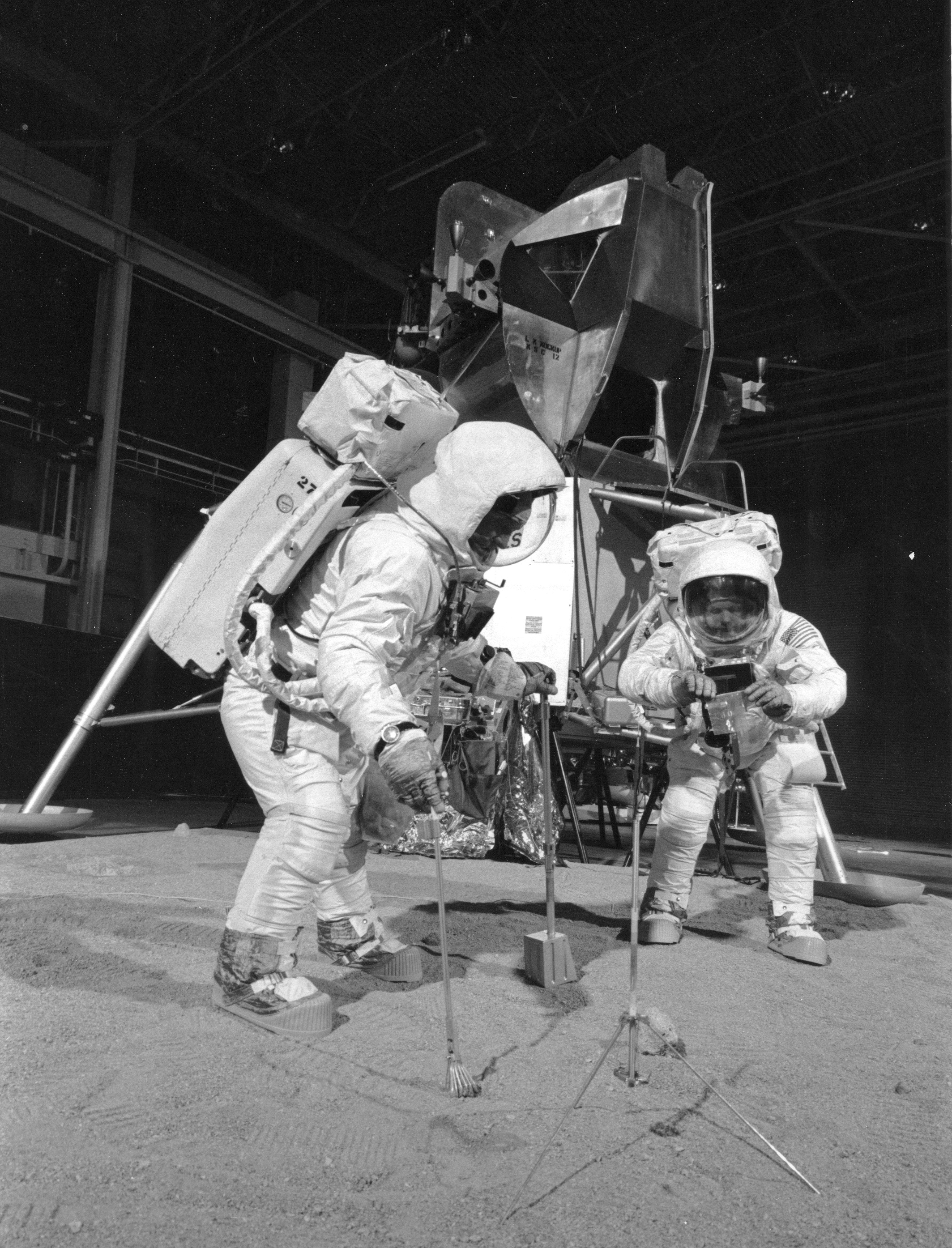
فضانوردان باز آلدرین و نیل آرمسترانگ در حال آموزش دیدن برای فرود بر روی ماه

نظریه‌های توطئهٔ فرود بر ماه یا نظریهٔ جعلی‌بودن فرود بر ماه (به انگلیسی: Moon landing conspiracy theories) با اشاره به نکات مبهم برنامه‌های تبلیغاتی آمریکا در دوران جنگ سرد به این نتیجه می‌رسد که همه یا برخی از سری مأموریت‌هایی که در بین سال‌های ۱۹۶۹ تا ۱۹۷۲ میلادی به عنوان پروژهٔ آپولو شناخته می‌شوند وجود خارجی ندارند و ساختگی هستند. بر طبق برخی از این شواهد ناسا متهم شده‌است که همهٔ فیلم‌های فرود بر روی ماه و همین‌طور سنگ‌هایی که منسوب به کرهٔ ماه است ساختگی هستند. برخی از مخالفان در مورد صحت وجود ایستگاه فضایی نیز تردید داشتند.
این تئوری از تردیدها، رصدها و فرضیه‌هایی گرفته شده‌است که در طول مأموریت‌های آپولو ارائه شده بودند. منشأ نظریهٔ جعلی‌بودن فرود بر روی ماه در کتاب ویلیام بیل کایسینگ نویسندهٔ آمریکایی مطرح شده‌است. این نویسنده در کتاب خود با عنوان ما هرگز به ماه نرفتیم که در سال ۱۹۷۶ منتشر کرد این تئوری را ارائه کرد. همچنین اندرو چاکین در کتابی با عنوان یک بشر روی ماه که در سال ۱۹۹۴ منتشر شد بر این باور است که در زمان مأموریت آپولو ۸ در دسامبر ۱۹۶۸ نیز این انگاره‌های جعلی‌بودن این مأموریت عنوان شد.
با اینکه مدارک و شواهد زیادی از طرف گروه سوم (نه از طرف ناسا یا دولت آمریکا پشتیبانی شده باشند و نه گروه معتقد به تئوری توطئه یعنی گروه دوم) دال بر فرود ناسا بر ماه ارائه شده‌اند ولی همچنان نظرسنجی نشان می‌دهد که بین ۹٪ تا ۲۷٪ از آمریکایی‌ها و ۳۹٪ از مردم روسیه باور دارند که فرود بر سطح ماه ساختگی است.

## پیدایش
اولین کتابی که در این زمینه منتشر شده کتاب ما هرگز به ماه نرفتیم: کلاهبرداری سی میلیارد دلاری آمریکایی نوشته بیل کیسینگ است. این کتاب دو سال پس از اتمام مأموریت‌های سفینه‌های آپولو در سال ۱۹۷۴نوشته و در سال ۱۹۷۶ منتشر شد. بیل کیسینگ، نویسنده فنی بود که در سال، ۱۹۵۶ در شرکت راکت‌داین، همان شرکت تولیدکنندهٔ موتورهای اف-۱ استفاده شده در موشک ساترن ۵ استخدام شد. البته او در آن زمان دربارهٔ موشک‌ها و نویسندگی فنی هیچ آگاهی نداشت. او تا سال ۱۹۶۳، به ریاست واحد انتشارات فنی در انتشارات لابراتوری فیلد مشغول بود. کتاب کیسینگ ادعاهای فراوانی فراهم کرد و به‌طور مؤثر شروع به بحث پیرامون ساختگی بودن فرود بر سطح ماه نمود. این کتاب اظهار می‌کند که احتمال فرود موفق انسان بر سطح ماه ۰٫۰۰۱۷ درصد است و با وجود نظارت شدید اتحاد جماهیر شوروی سوسیالیستی، فرود ساختگی بر روی ماه، نسبت به فرود واقعی، کار به مراتب آسان‌تری برای ناسا بوده‌است.
انجمن زمین تخت یکی از اولین سازمان‌هایی بود که این موضوع را قبول کرد و ناسا را به ساختگی بودن فرود بر ماه متهم ساخت. این انجمن مدعی بود که آن‌ها با همکاری هالیوود و عهده‌گیری والت دیزنی، بر اساس نوشته آرتور سی. کلارک و کارگردانی استنلی کوبریک بر روی صحنه رفتند. لیندا دق، فولکلوریست، پیش‌بینی می‌کند که پیتر هیامز، نویسنده و کارگردان فیلم کاپریکورن یک (۱۹۷۸)، که در یک فضاپیما شبیه به فضاپیمای آپولو، سفری ساختگی به مریخ را نشان می‌دهد، تئوری ساختگی بودن این فرود را در دوران جنگ ویتنام قوت می‌بخشد. او بیان می‌کند که این اتفاق در دوران رسوایی واترگیت اتفاق افتاده‌است، که شهروندان آمریکایی به حساب‌های بانکی بی‌اعتماد شده بودند. او می‌نویسد: "رسانه‌های جمعی این موضوعات نیمه درست را به نوعی منطقه گرگ و میش پرتاب کردند، جایی که مردم گمان کنند همه چیز حقیقی است. رسانه جمعی بر روی کسانی که راهنمایی نمی‌شوند، تأثیر وحشتناکی می‌گذارد. " در کتاب «مردی روی ماه» انتشار یافته در سال ۱۹۹۴، آندرو چیکین بیان می‌کند که در زمان قرار گرفتن آپولو ۸ در مدار ماه در دسامبر ۱۹۶۸، ایده‌های توطئه مشابهی در جریان بودند.

## نظریه پردازان توطئه و ایده اصلی آن‌ها
بعد از کیسینگ، نظریه پردازان توطئه عبارت بودند از (بر اساس الفبای انگلیسی):
- مارکوس آلن– ناشر بریتانیایی مجله نکسوس که بیان کرد عکس‌های کاوشگر اثبات نمی‌کند که ایالات متحده انسان را بر روی ماه فرود آورد و "رسیدن به ماه کار دشواری نیست، روسیه این کار را در سال ۱۹۵۹ انجام داد. مشکل بزرگ، بردن مردم به آنجاست. " او پیش‌بینی می‌کند که ناسا به دلیل وجود پرتوهای کشنده در فضای بیرونی، روبات فرستاده‌است. همچنین، ناسا و پیمانکارانش، بعد از آتش‌سوزی آپولو ۱، فرصت کافی برای رفع مشکلات نداشتند و تا قبل از آپولو ۱۴ یا آپولو ۱۵، تمام مأموریت‌های آپولو، ساختگی بود. ویلیام برین –مهندس هسته‌ای که در سال ۱۹۸۲، کتاب "مونگیت: یافته‌های سرکوب‌شده از برنامه فضایی ایالات متحده آمریکا"[۱۸] را منتشر کرد. او در این کتاب جاذبه در سطح ماه را مورد بررسی قرار می‌دهد.
- جیمز کلیر–خبرنگار و نویسنده آمریکایی، و تهیه‌کننده ویدیوی «آیا آن فقط یک ماه کاغذی بود؟» در سال (۱۹۹۷).
- میلتون ویلیام کوپر (۱۹۴۳–۲۰۰۱) –یک نویسنده و نظریه‌پرداز توطئه می‌باشد. او معتقد بود که تمام مأموریت‌های آپولو به ماه محصولاتی تمرینی بودند که بعداً صداگذاری شدند.[۱۹]
- جیمز فتزر – استاد فلسفه بازنشسته آمریکایی و نظریه‌پرداز توطئه. در روز دوم ماه مه ۲۰۱۳، دکتر فتزر دکتر استرلینگ هاروود را ملاقات کرد. فتزر از تئوری خود مبنی بر جعلی بودن هر ۶ فرود دفاع کرد.[۲۰]
- دیوید گروز –کارمند پردازش تصویر کوانتچ. او تصویر آلدرین در حال پدیدار شدن از داخل کاوشگر را بررسی کرد و گفت که قادر است جاهای استفاده شده از نورافکن را تعیین کند. او با استفاده از فاصله کانونی لنز دوربین، و با استفاده از رهگیری پرتو، دریافت که نور افکن در فاصله بین ۲۴ تا ۳۶ سانتی‌متری سمت راست دوربین قرار دارد.[۲۱] این موضوع با میزان روشنایی بخشی از لباس فضایی آرمسترانگ منطبق است.[۲۲]
- کلاید لویس –مهمان گفتگوی رادیویی.[۲۳]
- فیلیپه لروکس–نویسنده فرانسوی کتاب چراغ در ماه.[۲۴][۲۵] در سال ۲۰۰۳، نسخه انگلیسی این کتاب با نام فرودهای ماه: آیا ناسا دروغ می‌گوید؟ چاپ شد. او گفت فضانوردان بر روی ماه فرود آمدند، اما ناسا برای جلوگیری از بهره‌برداری سایرین از اطلاعات علمی موجود در عکس‌های واقعی، تصاویری ساختگی منتشر کرد.[۲۶]
- یوری موخین –سیاست‌مدار مخالف روسی، نویسنده و ناشر کتاب کلاهبرداری ایالات متحده بر روی ماه،[۲۷] او در این کتاب تمام شواهد فرود بر روی ماه را رد می‌کند و دولت ایالات متحده آمریکا را به غارت پولی متهم می‌سازد، که مالیات دهندگان برای برنامه ماه پرداخت کرده بودند. او همچنین ادعا می‌کند دفتر سیاسی کمیته مرکزی حزب کمونیست اتحاد شوروی و برخی دانشمندان شوروی به فرود ساختگی ناسا کمک کرده‌اند.[۲۸]
- دیوید پرسی –تهیه‌کننده تلویزیونی، محقق فناوری‌های سمعی و بصری، و عضو انجمن عکاسان سلطنتی. او با همکاری ماری بنت، کتاب «ماه تیره: آپولو و افشاگران»[۲۹] را نوشت و کتاب «چه اتفاقی بر روی ماه افتاد؟» را منتشر کرد. او استدلال‌کننده اصلی اتهام افشاگر می‌باشد، و بیان می‌کند که اشتباهات موجود در عکس‌های ناسا به قدری واضح است که نشان می‌دهد افرادی از داخل ناسا، با علم بر افزودن اشتباهاتی که توسط دیگران دیده خواهند شد، دست به افشاگری زده‌اند.[۳۰]
- استانیسلاو پکرفسکی –مدیر کل روسی پروژه علمی D-MSK، که محاسبه کرد سرعت موشک ساترن ۵ در سکوی پرتاب اس-آی‌سی تنها نصف میزان اعلام شده بود.[۳۱][۳۲] آنالیزهای او نشان می‌دهند که موشک‌های جامد ساخته شده از بدنه هواپیما و موشک ترمزی واقع بر روی دو سکو، برای لحظه‌ای در هوای اطراف مکث می‌کنند و می‌توان از این موضوع برای تخمین زدن سرعت موشک استفاده کرد. او وزش بادهای بلند ارتفاع را در سکوی پرتاب ۶۷ کیلومتری که هوا حدوداً یک ده‌هزارم چگالی سطح آب‌های آزاد است، رد کرد و اظهار داشت که تنها حرکت در اطراف ماه ممکن است و امکان فرود بر روی ماه و برگشت به زمین وجود ندارد. او این موضوع را با توجه به ابرآلیاژ 
اینکونل استفاده شده در موتور اف-۱ دریافت.[۳۳][۳۴][۳۵]
- آلکساندر ایوانویچ پوپوف –نویسنده روسی کتاب «آمریکایی‌ها در ماه: موفقیت بزرگ یا کلاهبرداری کیهانی؟»،[۳۶] او در این کتاب ثابت می‌کند که ساترن ۵ در حقیقت ساترن ۱ بی[۳۷] پنهان می‌باشد و تمام شواهد فرود بر سطح ماه را رد می‌کند.[۳۸]
- آرون رانن –فیلم‌ساز، کارگردان و تهیه‌کننده مستند «آیا ما رفتیم؟»[۳۹][۴۰]
- رالف رنه (۱۹۳۳–۲۰۰۸) –مخترع و مهندس خودآموخته. او نویسنده کتاب ناسا بر روی قمر آمریکا فرود آمد؟ می‌باشد.[۴۱]
- برت سیبرل –فیلمساز، تهیه‌کننده و کارگردان چهار فیلم برای شرکتش، AFTH, LLC,[۴۲] از جمله فیلم یک چیز خنده‌دار که در مسیر ماه اتفاق افتاد[۴۳][۴۴] در سال ۲۰۰۱، که شواهد یک فریب را بررسی می‌کند. مباحث ارائه شده در این فیلم، به وسیله بسیاری از منابع از جمله سری ۵ قسمتی لونار لیجنسی،[۴۵] کاری از استودیو اوکتر، رو شده‌اند. آن‌ها مبحث اصلی این مستند یعنی ساختگی بودن اظهارات خدمه آپولو دربارهٔ فاصله از زمین در مدار نزدیک زمین را رد کردند. سیبرل گفته‌است که تأثیر عکسی که فیلم او پوشش داده به وسیله استفاده از شفافیت زمین ساخته شده‌است. بر اساس گفته سیبرل، برخی بخش‌های فیلم اصلی قادر به شامل شدن انتشارات رسمی برای رسانه نبودند. برای رد گفته سیبرل دربارهٔ جعلی بودن این عکس‌ها، می‌توان ارتباط بین زمین و گام‌های ماه را تأیید کرد. در ۹ سپتامبر ۲۰۰۲، سیبرل با باز آلدرین روبه‌رو شد و تئوری خود را برای او بیان کرد[۴۶] و فضانوردان پیشین را به «ترسو، دروغ‌گو و دزد بودن» متهم ساخت. اداره وکالت شهرستان لس‌آنجلس بیان کرد که سیبرل با گفته‌هایش آلدرین را خشمگین کرده‌است.[۴۷]
- تاکاهیکو سویجیما (به ژاپنی) – دانشمند سیاسی ژاپنی، نویسنده کتاب «ورود به ماه نظریه موم انسان بود.».[۴۸]
- جک وایت – یک تاریخ‌نگار آمریکایی بود که به دلیل تلاش‌هایش برای اثبات جعلی بودن عکس‌ها و فیلم زاپرودر مربوط به ترور جان اف کندی شهرت دارد.[۴۹][۵۰][۵۱][۵۲]
- جرارد ویزنوزکی –روزنامه‌نگار آلمانی و فیلمساز و نویسنده یک قدم کوتاه؟: فریب بزرگ ماه و سرعت تسلط زمین از فضا.[۵۳]

## انگیزه‌های ارائه شده از طرف ایالات متحده و ناسا
آن‌هایی که تصور می‌کردند فرودها ساختگی هستند، دربارهٔ انگیزه ناسا و دولت فدرال ایالات متحده آمریکا چندین تئوری بیان کردند. سه تئوری اصلی در پایین ذکر شده‌است.

### مسابقه فضایی
دلیل اصلی مسابقه برای رسیدن به ماه جنگ سرد بود. دولت ایالات متحده آن را حیاتی می‌پنداشت و گمان می‌کرد با این اتفاق می‌تواند برنده رقابت فضایی با اتحاد جماهیر شوروی شود. رفتن به ماه خطرناک و پر هزینه است، همان‌طور که رئیس‌جمهور ایالات متحده آمریکا، جان اف. کندی عبارت مشهور خود را این‌گونه بیان کرد که ایالات متحده به این دلیل تصمیم به رفتن گرفته‌است که سخت است.
فیلیپ پلینت، افشاگر تئوری فریب، در کتاب خود فضانورد بد بیان می‌کند، که اگر ایالات متحده تلاش به فرودی جعلی بر روی ماه می‌کرد، شوروی‌ها –با وجود برنامه ماه خود، یک شبکه اطلاعاتی گسترده و انجمن علمی نیرومند توانا در آنالیز ناسا- به نادرستی گریه می‌کردند، به‌خصوص بعد از آنکه برنامه خود آن‌ها شکست خورد. اثبات جعلی بودن می‌تواند پیروزی بزرگی برای شوروی به حساب آید. نظریه‌پرداز توطئه، برت سیبرل، پاسخ داد، "شوروی تا اواخر سال ۱۹۷۲، توانایی دنبال‌کردن فضاپیماها را نداشت، و بعد از آن که به این توانایی دست یافت، سه مأموریت آپولو آخر به‌طور ناگهانی لغو شدند. "
در واقع، شوروی فضاپیمای بدون سرنشین را از سال ۱۹۵۹ به ماه فرستاد، و در سال ۱۹۶۲، دو ردیاب فضایی در آی‌پی-۱۵ اوسورییک و آی‌پی-۱۶ یفپاتوریا معرفی شدند، در حالی که ایستگاه مخابراتی ساترن به آی‌پی-۳، ۴ و ۱۴ افزوده شده بود، مورد آخر، شعاع ۱۰۰ میلیون کیلومتری را پوشش می‌دهد. اتحاد جماهیر شوروی مأموریت‌های آپولو را در «لشکر انتقال فضایی»، که مملو از جدیدترین تجهیزات جمع‌آوری اطلاعات و نظارت بود، ردیابی می‌کرد. وازیلی میشین، در مصاحبه‌ای با مقاله «برنامه ماهی که پر از شک و شبهه است»، بیان کرد که بعد از فرود آپولو به چه ترتیب برنامه‌های شوروی برای سفر به ماه کاهش یافت.
همچنین، هیچ چیز غیرمنتظره‌ای دربارهٔ توقف‌های مأموریت آپولو وجود ندارد که به دلیل کمبود بودجه، در ژانویه و سپتامبر سال ۱۹۷۰ اتفاق افتاد.

### بودجه و اعتبار ناسا
گفته می‌شود که ناسا برای جلوگیری از تحقیر شدن و اطمینان از بودجه داشتن، فرودها را بازسازی کرده‌است. ناسا برای سفر به ماه حدود ۳۰ میلیارد دلار بودجه دریافت کرد، و بیل کیسینگ در کتاب خود بیان کرد که این پول به جیب خیلی‌ها رفته‌است. از زمانی که بسیاری از نظریه پردازان توطئه باور دارند که در آن زمان، امکان فرود بر ماه وجود نداشت، آن‌ها بیان کرده‌اند که فرود ساختگی بر روی ماه برای تحقق بخشیدن به گفته کندی بود، «قبل از پایان این دهه، انسان بر روی ماه فرود خواهد آمد و به سلامت به زمین برخواهد گشت.» در حقیقت ناسا برای کنگره آمریکا هزینه آپولو را ۲۵. ۴ میلیارد دلار را ارائه داده بود.
ماری بنت و دیوید پرسی در کتاب ماه تیره: آپولو و افشاگران بیان کرده‌اند که با وجود تمام خطرات شناخته شده و ناشناس، ناسا نمی‌توانست تحقیر عمومی مرگ فضانوردان در ماه را که به صورت زنده پخش می‌شد، تحمل کند. بعد از دست رفتن تمام خدمه آپولو ۱ در اثر آتش‌سوزی در یک تست، ناسا متحمل حجم عظیمی از تحقیر عمومی و مخالفت سیاسی شد و در نتیجه تیم مدیریت ارشدش به وسیله مجلس سنا و مجلس نمایندگان مورد پرس‌وجو قرار گرفت. همچنین، فرود در تلویزیون پخش نشد.

### جنگ ویتنام
در سال ۲۰۰۹، شبکه آمریکایی دوستان هم‌میهن، بیان کرد که فرودها به دولت ایالات متحده کمک کرد تا توجه افکار عمومی را از جنگ ویتنام دور کند؛ و همچنین به‌طور ناگهانی و هم‌زمان با پایان دخالت آمریکا در جنگ، فرود بشر بر ماه پایان یافت. در حقیقت، پایان فرودها اتفاقی نبود، (مسابقه فضایی را در بالا ببینید)، و به هیچ طریقی به پایان مداخله ایالات متحده در ویتنام مربوط نمی‌باشد. این جنگ یکی از چند بودجه فدرالی بود ناسا در آن‌ها رقابت می‌کرد؛ بودجه ناسا در ۱۹۶۶ به حداکثر مقدار خود رسید و در سال ۱۹۷۲، ۴۲٫۳ درصد کاهش یافت. با وجود طرح‌های جاه طلبانه مانند ایستگاه فضایی ثابت و سفر انسان به مریخ، پروازهای نهایی کنسل شدند.

## ادعاهای جعلی
تئوری‌های توطئه فراوانی مطرح شده‌اند. نظریه‌ای وجود دارد که بیان می‌کند، اصلاً فرودی اتفاق نیفتاده است و کارکنان ناسا (و بعضی اوقات دیگران) دروغ می‌گویند؛ یا اینکه فرود اتفاق افتاده ولی نه به شکل گفته شده‌است. نظریه پردازان توطئه روی شکاف‌ها و تناقضات در موارد ثبت شده‌های قدیمی در مأموریت‌ها تمرکز دارند. رایج‌ترین ایده این است که فرود با سرنشین از اول تا آخر یک دروغ بوده‌است. بعضی‌ها معتقدند که تکنولوژی فرستادن انسان به ماه ناقص بوده یا کمربند وان آلن، شراره‌های خورشیدی، بادهای خورشیدی، خروج جرم از تاج خورشیدی و پرتوهای کیهانی این سفر را غیرممکن می‌کنند.
وینس کالدر و اندرو جانسن، دانشمندان آزمایشگاه ملی آرگون در وب‌سایت آزمایشگاه، پاسخ‌هایی با جزئیات به ادعاهای نظریه پردازان توطئه دادند. آن‌ها ثابت کردند تصاویر نشان داده شده توسط ناسا از فرود بر روی ماه به صورت پایه‌ای دقیق بوده‌است، ولی پیرو خطاهای رایجی، مانند تصویرهای دارای برچسب تقلبی یا خاطرات ناقص شخصی می‌باشد. با استفاده از روش‌های علمی، باید هر نظریه متضاد با واقعیت‌های قابل مشاهده رد گردد. نظریه «فرود واقعی» یک داستان واحد است زیرا از یک منبع ناشی می‌شود. اما هیچ وحدتی در نظریه‌های جعلی نیست، زیرا نظرات متفاوتی وجود دارند.

### تعداد توطئه گران درگیر
به گفته جیمز لانگوسکی (پروفسور فضانوردی و مهندس هوا و فضا از دانشگاه پردیو)، تئوری‌های توطئه به دلیل اندازه و پیچیدگی آن‌ها امکان ناپذیراند. توطئه، ۴۰۰۰۰۰ نفری که نزدیک به ۱۰ سال در ناسا کار کرده‌اند، ۱۲ نفری که پای در ماه گذاشته‌اند، ۶نفر دیگر که به عنوان کارکنان سفینه فرماندهی و خدمات آپولو با آن‌ها پرواز کرده‌اند و۶ فضانورد دیگر که به دور ماه چرخیدند را شامل می‌شود. صدها هزار نفر شامل فضانوردان، دانشمندان، مهندسان، تکنسین‌ها و کارگران ماهر باید ساکت نگه داشته می‌شدند. لانگوسکی بر این باور است که خیلی راحت‌تر بود یک فرود واقعی صورت گیرد تا انجام این کارها برای اجرای فرود تقلبی.
تا امروز هیچ‌یک از اعضای دولت آمریکا یا ناسا که به برنامه آپولو پیوندی داشتند، نگفته‌اند که فرود روی ماه یک توطئه بوده‌است. پن ژیلت خلاصه‌ای از این را در قسمتی به نام (تئوری‌های توطئه) در برنامه تلویزیونی (پن و تلر:مزخرف!) در سال۲۰۰۵ نمایش داد. او گفت با این تعداد نفرات درگیر شده، کمتر کسی مانده‌است که تا حالا خارج از توطئه باشد. با توجه به رسوایی واترگیت، ژیلت گفت اگر فرود یک دروغ بود، دولت نمی‌توانسته همه را ساکت کند. با این حال ناسا در مورد پروژه آپولو می‌توانسته کسی را درگیر نکرده باشد و افراد در پروژه را از افراد خارج از ناسا معرفی کرده باشد تا کارمندان و افراد شاغل فقط بدانند یک پروژه ای به این شکل هست اما کسی از آنها در این پروژه استفاده نشده‌اند و کاملاً برای کارمندان منطقی است اما وقتی بحث اهمیت این موضوع وجود دارد هزینه امنیتی و تبلیغانه از بودجه سی هزار میلیارد دلاری منطقی به نظر می‌رسد.

### عجایب عکس و فیلم
نظریه پردازان توطئه، بیشتر روی عکس‌های ناسا تمرکز کرده‌اند. آن‌ها به عجیب بودن عکس‌های گرفته شده در ماه اشاره دارند. متخصصان عکاسی و از جمله آن‌هایی که به ناسا مرتبط نیستند، پاسخ می‌دهند که این عجایب آن‌هایی هستند که از یک فرود بر روی ماه انتظار می‌رود، و عکس‌هایی نیستند که بهینه دستکاری شده، یا در استودیو گرفته شده باشند. بعضی بحث‌های اصلی در زیر آمده‌اند.
۱. در بعضی عکس‌ها، رِتیکِل یا شبکه دوربین (به انگلیسی: Reticle) ("+"هایی با فاصله‌های مشخص) پشت اشیاء دیده می‌شود. بر روی دوربین‌ها صفحه رسو (صفحه شیشه‌ای شفاف که رتیکل روی آن نصب است) نصب شده بودند، و این موجب می‌شد تا نمایان شدن اشیاء در جلوی رتیکل‌ها، غیرممکن شود، در واقع می‌بایست همه رتیکل‌ها جلوتر از همه اشیاء باشند.
- این موضوع فقط در عکس‌های کپی یا اسکن شده دیده می‌شود، نه در عکس‌های اصلی. علت آن ظاهرسازی عکس است: ناحیه‌های سفید شفاف امولسیون روی شبکه‌های نازک سیاه دوربین قرار دارد. ضخامت شبکه‌های سیاه ۰٫۰۰۴ اینچ (۰٫۱ میلی‌متر) است و امولسیون تقریباً نیمی از آن را محو کرده‌است؛ افزون بر این، در بعضی عکس‌ها، وسط شبکه محو شده‌است ولی بقیه دیده می‌شوند. در بعضی از عکس‌های پرچم آمریکا شبکه‌ها در قسمت قرمز آشکار ولی در قسمت سفید کمرنگ یا محو هستند. هیچ دلیلی برای چسباندن شبکه‌های سفید در عکس وجود ندارد.[۷۷]

- در بزرگ نمایی از عکس با کیفیت کم در سال ۱۹۹۸ دیده می‌شود که هم شبکه‌ها و هم قسمت قرمز کم‌رنگ هستند.
- در بزرگ نمایی از عکس با کیفیت کم در سال ۲۰۰۴ هم خطوط و هم قسمت قرمز، دیده می‌شوند.
- دیوید اسکات به پرچم آمریکا در مأموریت آپولو ۱۵ احترام نظامی می‌گذارد، بازوهای شبکه‌های سیاه دوربین در قسمت سفید رنگ پرچم محو هستند)
- با از نزدیک نگاه کردن به پرچم، خطوط محو شده، قابل تشخیص‌اند.

- این نتیجه بریده یا چرخانده شدن عکس‌های محبوب برای افزایش تأثیر زیبایی شناختی آن‌ها می‌باشد.

۳. کیفیت عکس‌ها خیلی بالا است.
- فضانوردان آپولو عکس‌های کم کیفیت زیادی گرفته‌اند، ناسا تنها عکس‌های با کیفیت را انتخاب کرده‌است.
- فضا نوردان آپولو از دوربین‌های با رزولوشن بالای هسل بلد 500 EL با لنزهای کارل زیس و مجله ۷۰میلیمتری با کیفیت متوسط استفاده کرده‌اند.

۴. هیچ ستاره‌ای در عکس‌ها وجود ندارد. فضانوردان آپولو ۱۱ در نشست خبری نیز ادعا کردند که هیچ ستاره‌ای ندیده‌اند.
- فضانوردان در مورد دیدن ستارگان با چشم غیر مسلح در وقت روز در ماه صحبت می‌کردند. آن‌ها اغلب ستارگان را به وسیله لنزهای فضاپیمای ناوبری می‌دیدند.
- تمام فرودهای با سرنشین به وقت ماه، در روز انجام شده‌اند. پس ستارگان توسط نور خورشید و نور خورشید بازتابی از سطح ماه محو می‌شدند. چشم‌های فضانوردان به نور خورشید در چشم‌اندازهای اطراف عادت کرده بود پس آن‌ها نمی‌توانستند ستاره‌های نسبتاً کم‌نور را ببینند؛ و به همین ترتیب، دوربین‌ها نیز با آن شرایط تنظیم شده بودند و نمی‌توانستند ستارگان را تشخیص دهند. وقتی که پیش‌زمینه روشن است، تنظیمات دوربین می‌تواند یک پس زمینه دارای نور مناسب را، به سیاه تغییر دهد، مجبور کردن دوربین برای عکاسی سریع باعث می‌شود که نور پیش زمینه محو شود. نمایش این تأثیر این است. این تأثیر مشابه قادر نبودن به دیدن ستارگان در یک پارکینگ ماشین نورانی در شب هنگام است، ستارگان وقتی دیده می‌شوند که چراغ‌ها خاموش شوند. فضا نوردان هنگامی می‌توانستند با چشم غیر مسلح ستارگان را ببینند که در قسمت تاریک ماه قرار داشته باشند.
- یک دوربین فرابنفش ویژه، با نام طیف‌نگار فرابنفش برای فاصله دور در آپولو ۱۶ به سطح ماه برده شد و در سایه ماه نشین آپولو راه‌اندازی گشت. آن دوربین از زمین و بسیاری از ستارگان عکس گرفت، بعضی‌ها در نور مرئی کم نور و در نور فرابنفش براق و روشن هستند. این مشاهدات چندی بعد با مشاهدات تلسکوپ چرخنده فرابنفش یکی شد؛ علاوه بر آن، موقعیت ستارگان با توجه به زمین و موقعیت آپولو ۱۶ درست است.
- عکس‌های گرفته شده از تاج خورشید که شامل سیاره تیر و بعضی از ستارگان پس زمینه به وسیله آلفرد وردن، خلبان ارشد آپولو ۱۵ گرفته شده‌اند.
- از سطح ماه، عکس‌هایی توسط فضانورد آلن شپارد در طول مأموریت آپولو ۱۴ از سیاره ناهید (درخشان‌تر از هر ستاره‌ای) گرفته شده‌است.

- عکس گرفته شده از ایستگاه فضایی بین‌المللی (ISS) توسط فضاپیمای آتلانتیس در فوریه ۲۰۰۸، که یکی از عکس‌هایی است که از فضا گرفته شده‌است و هیچ ستاره‌ای دیده نمی‌شود.
- زمین و ایستگاه فضایی میر در ژوئن ۱۹۹۵، یک مثال برای اینکه چگونه نور خورشید باعث محو شدن ستارگان می‌شود.
- عکس با نوردهی درازمدت گرفته شده توسط فضانوردان آپولو ۱۶ با طیف‌نگار فرابنفش برای فاصله دور. این دوربین زمین را با پس زمینه صحیح ستارگان نشان می‌دهد.
- عکس با نوردهی بالا (۱. ۶ در ثانیه f/2. 8, ISO 1000۰) گرفته شده از (ISS) در ژوئیه ۲۰۱۱ نشان می‌دهد که ستارگان کمی دیده می‌شوند. در این عکس زمین با نور ماه روشن شده‌است نه نور خورشید.

۵. زاویه و رنگ سایه‌ها ناسازگارند. این نشان می‌دهد که نور مصنوعی استفاده شده‌است.
- سایه ایجاد شده توسط انعکاس نور حاصل از زمین ناهموار، اعوجاج لنز واید و گرد و غبار ماه پیچیده‌است. منابع نور متفاوتی وجود دارد: خورشید، نور خورشید منعکس شده از زمین، نور خورشید منعکس شده از سطح ماه، نور منعکس شده از فضانورد و ماه نورد. نورهای این منابع توسط غبار ماه در مسیرهای متفاوت پخش می‌شوند، از جمله به طرف سایه‌ها. سایه‌های چاله‌ها و تپه‌ها می‌تواند کوتاه یا بلند شوند. علاوه بر آن، سایه‌ها حالات چشم‌انداز نقطه محو را نشان می‌دهد، و آن‌ها را در یک نقطه در افق همگرا می‌کند.
- این تئوری در قسمت میسباسترز از فرود بر ماه ناسا خنثی شد.

۶. پس‌زمینه‌های عکس‌ها یکی هستند، اگرچه عکس‌ها با مایل‌ها فاصله انداخته شده‌اند. این نشان می‌دهد که برای پس‌زمینه از عکس نقاشی شده‌استفاده شده‌است.
- پس‌زمینه‌ها یکی نیستند، فقط شبیه‌اند. آنچه که در برخی عکس‌ها نزدیک تپه‌ها دیده می‌شوند، کوه‌هایی هستند که مایل‌ها فاصله دارند. در زمین، آنچه که دور است با جزئیات کمتری دیده می‌شود. در ماه، جو و ریزگرد وجود ندارد تا اشیاء را محوتر کند؛ بنابراین آن‌ها نزدیک‌تر و واضح‌تر دیده می‌شوند. افزون بر آن، اشیاء خیلی کمتری (مانند درختان) وجود دارد که به درک فاصله کمک کند. این موضوع در برنامه «چه کسی برای آپولو گریه کرد؟» توسط (مایک بارا) خنثی گردید.

۷. تعداد عکس‌های گرفته شده به صورت غیرممکنی زیاد است. در هر ۵۰ ثانیه یکی
- چرخ دنده ساده با تنظیمات ثابت اجازه دو عکس را در ثانیه می‌دهد. بسیاری پشت سر هم خیلی سریع به صورت پانوراما گرفته شده‌است. این محاسبه (هر ۵۰ ثانیه یک عکس) بر پایه حضور یک فضانورد روی سطح صورت گرفته شده، و این لحاظ نشده‌است که دو فضانورد حجم کار را در راهپیمایی فضایی (EVA) شریک می‌شوند.

۸. این عکس‌ها، مانند بر روی هم قرار دادن Cهای روی سنگ و زمین، شامل چیزهای مصنوعی هستند. این‌ها ممکن است توسط کارکنان استودیو علامت‌گذاری شوند.
- اشیاء به شکل C بیشتر به نظر می‌رسد که نقص در هنگام پرینت هستند و در عکس‌های اصلی وجود ندارند. این‌ها احتمالاً موی حلقه شده هستند.[۹۱][۹۳]

- عکس اصلی AS16-107-17445
- عکس اصلی AS160107-17446
- نگاه از جلو به عکس AS16-107-17446 بعد از آخرین پرینت گرفتن.

۹. یک خانم ساکن پرت (استرالیا) به نام اونا رولند گفته‌است که برای ۲یا۳ ثانیه یک بطری کوکاکولا را در گوشه پایین و راست تلویزیون خود در هنگام پخش آپولو ۱۱ دیده‌است. همچنین او گفت که نامه‌هایی به استرالیای شرقی آمد که به مدت ۱۰ روز آن بطری کوکاکولا به اشتباه در برنامه ظاهر شده‌است.
- هیچ گزارش روزنامه یا ضبط از آن یافت نشده‌است. ادعای رونالد فقط به وسیله یک منبع گفته شده‌است. همچنین شکاف‌هایی در داستان وجود دارد، بیان می‌شود که او برای دیدن برنامه مجبور بوده‌است تا نصف شب بیدار بماند، ولی شاهدانی در استرالیا که در روز آن برنامه را دیدند این موضوع را نقض می‌کنند.

۱۰. کتاب ضربه در ماه شامل عکس‌های مرکبی است که نشان می‌دهد آلن شفارد به همراه یک فضانورد دیگر روی ماه به یک توپ گلف ضربه می‌زند.
- آن عکس تنها از مسیر تلویزیون، به جای عکس‌های فعلی واقعی استفاده شده‌است. ظاهراً ناشران احساس کردند که برای فروش کتاب خوب است؛ و ناشران اصلاً برای ناسا کار نمی‌کردند.

۱۱. در بعضی از عکس‌ها نقاط گرمی دیده می‌شود که احتمالاً به خاطر استفاده از نور نقطه‌ای قوی می‌باشد.
- چاله‌ها در روی سطح ماه نور را مانند شیشه‌های گردی که برای پوشش علائم راهنمایی و رانندگی استفاده می‌شود، یا قطرات باران، منعکس می‌کنند. این یک تابش را در اطراف سایه عکاس ایجاد می‌کند که در عکس دیده می‌شود.
- اگر فضانورد در زیر نور بایستد ولی عکاس در سایه قرار داشته باشد، نور انعکاسی از لباس فضانوردی اش مانند نقطه نورانی عمل می‌کند.
- بعضی از عکس‌های منتشر شده با کیفیت بالا، آن نقاط نورانی را بهتر نشان می‌دهند. اسکن‌های شفافیت‌های اصلی در حالت کلی بسیار روشن ترند. یک مثال در زیر آمده‌است.

- عکس اصلی از (باز آلدرین) در مأموریت آپولو ۱۱
- مشهورترین نمونه ویرایش شده. کنتراست بهینه‌سازی شده، و یک نوار سیاه در بالای عکس قرار گرفته‌است.

۱۲. چه کسی از نیل آرمسترانگ هنگام قدم گذاشتن به ماه فیلم‌برداری کرده‌است؟
- ماه نورد انجام داده‌است. این وسیله، بسیاری از وسایل دیگر را همراه دوربین تلویزیونی، در خود جای می‌دهد. این باعث می‌شود که ۶۰۰ میلیون نفر از روی زمین آن قدم‌ها را به‌طور زنده ببینند.

- نمایی از دوربین نصب‌شده روی بدنهٔ خارجی ماه‌نشین آپولو که امکان تصویربرداری از نخستین قدم‌ها را فراهم می‌ساخت.
- نخستین قدم‌های نیل آرمسترانگ روی سطح ماه

۱۳. چه کسی از نمای خارجی لحظهٔ برخاست آپولو از سطح ماه فیلم‌برداری کرده‌است؟
- در هر یک از مأموریت‌های آپولو ۱۵، ۱۶ و ۱۷، یک خودروی ماه‌پیما مورد استفاده قرار گرفت که مجهز به دوربین فیلم‌برداری کنترل از راه دور نیز بود. صحنهٔ برخاست این سه آپولو از سطح ماه، توسط دوربین خودروهای ماه‌پیما به تصویر کشیده شد. برای آپولو ۱۱، ۱۲ و ۱۴ چنین صحنه‌ای موجود نیست و لحظهٔ برخاست فقط از نمای داخلی فیلم‌برداری شده‌است.

- خودروی ماه‌پیمای آپولو ۱۵
- لحظهٔ برخاست آپولو ۱۵ (نمای خارجی)
- لحظهٔ برخاست آپولو ۱۵ (نمای داخلی)

۱۴. در فیلم قرار دادن پرچم آمریکا در کره ماه نوک پرچم حرکت دارد؛ همانند حرکت پرچم یا پارچه توسط باد. در صورتی که در ماه هوایی وجود ندارد که باعث تولید باد شود.
- این‌طور ایستادن پرچم به دلیل وجود دو میله به صورت افقی و عمودی که در قسمت فوقانی پرچم است.

### محیط
۱. به دلیل قرار گرفتن فضانوردان در معرض امواج کمربند ون آلن و امواج کهکشانی، امکان نداشت که جان سالم به در ببرند(مسمویت پرتویی و درمان سلامتی با پرتوهای کیهانی را ببینید). تئوری پردازان توطئه بیان می‌کنند که عملیات استارفیش پرایم (آزمایش انفجار هسته‌ای در ارتفاع بلند) هم برای مختل کردن کمربند ون آلن ناکام ماند.
- دو کمربند ون آلن اصلی، یکی داخلی یکی بیرونی، و یک حالت گذرا سوم وجود دارند. کمربند داخلی که شامل پروتون‌های پرانرژیست، خطرناک‌ترین است. کمربند خارجی هم که شامل الکترون‌های کم انرژی می‌باشد، کم خطرترین است(ذرات بتا). فضاپیمای آپولو طی چند دقیقه از کمربند داخلی و طی ۱٫۵ ساعت از کمربند بیرونی گذشت. فضانوردان به‌وسیله پوسته آلومینیومی فضاپیما از امواج یونیزه محافظت می‌شدند. علاوه بر آن، مسیر زمین تا ماه طوری انتخاب شده بود که کمترین تماس را با کمربند داشته باشد. حتی دکتر جیمز وان آلن احتمال کشنده بودن امواج برای آپولو را رد کرد. پلیت دز میانگین کمتر از ۱ رم را بیان کرد، که معادل تشعشع محیطی دریافتی در موجودات زنده سطح دریا برای سه سال می‌باشد. همه امواج دریافت شده در طول مسیر هم اندازه با مقدار مجاز برای کارکنان هسته‌ای در طول یک سال است که خیلی بیشتر از مقداری که فضانوردان شاتل فضایی دریافت کردند نیست.

۲. فیلم دوربین‌ها باید در اثر این تشعشعات بخار شده باشد.
- فیلم‌ها در یک نگه دارنده فلزی قرار داشتند که از آن‌ها محافظت می‌کرد. افزون بر آن، فیلم توسط ماشین‌هایی از قبیل لونا ۳ و برنامه چرخندهٔ ماه حمل می‌شدند که آن‌ها را از بخار شدن حفاظت می‌کرد.

۳. سطح ماه در طول روز طوری گرم است که فیلم دوربین را ذوب می‌کند.
- هیچ جوی در ماه وجود ندارد که گرمای سطح را به لوازم از جمله دوربین منتقل کند و آن‌ها در تماس مستقیم نیستند. در یک مکان خلأ تنها تابش می‌تواند گرما را انتقال دهد، نوع عملکرد تابش به‌طور کامل درک شده‌است، و بهترین راه جلوگیری از ورود نور است که آن هم به رنگ کردن محفظه صورت می‌گیرد. با رنگ طلایی که به ماه نورد زده شده بود، دمای آن کنترل می‌شد. همچنین، با اینکه سطح ماه در ظهر خیلی داغ می‌شد ولی بعد از غروب آفتاب هر جایی برای فرود مناسب می‌گشت. وقتی که مدت اقامت زیاد می‌شد، فضا نوردان، حتی با بیشتر شدن گرمای خورشید، متوجه بیشتر شدن سردکننده در لباس خود می‌شدند اما، اثر گرما با فعال و غیرفعال کردن سیستم‌های کنترلی رفع می‌گشت. فیلم از تابش مستقیم خورشید در امان بود، پس خیلی گرم نمی‌شد. روز در ماه تقریباً ۲۹٫۵ برابر روز در زمین است؛ و این یعنی، طول روز در ماه برابر ۱۵ شبانه روز در زمین است.

۴. خدمه آپولو ۱۶ در مسیر خود نمی‌توانستند از شراره خورشیدی جان سالم به در ببرند.
- هیچ شرارهٔ بزرگی هنگام پرواز آپولو ۱۶ رخ نداد. یک شراره بزرگ در اوت ۱۹۷۲ بعد از برگشت آپولو ۱۶ و قبل ازآپولو ۱۷ رخ داد.

۵. پرچمی که که فضانوردان بر روی سطح ماه قرار دادند، طوری است که نشان می‌دهد بادی می‌وزد و این خلاف گفته فضانوردان است که بادی نبوده‌است. این نشان می‌دهد که آن عکس روی زمین گرفته شده، وقتی که نسیمی در حال وزش بوده‌است. سیبرل گفت احتمالاً آن بخاطر سردکننده داخلی بوده که برای سرد کردن فضانوردان استفاده می‌شده‌است، درحالی‌که سردکننده داخل لباس آن‌ها روی زمین خیلی سنگین بوده‌است.
- پرچم به یک میله L (برعکس) شکل وصل شده، پس ثابت نبوده‌است. به نظر می‌رسد پرچم فقط وقتی که فضانوردان آن را به مکانش حمل می‌کردند، لرزیده‌است. بدون جریان هوا، این حرکت باعث می‌شده که گوشه آزاد پرچم، برای مدتی مثل یک آونگ نوسان کند. پرچم توسط نیرو چین خورده شده‌است، فیلمی که از عکس‌ها ساخته شده نشان می‌دهد که پرچم بعد از رها شدن توسط فضانوردان، بعد از مدتی همچنان به همان شکل باقی می‌ماند.

این تئوری در قسمت میسباسترز از برنامه (فرود بر ماه ناسا) افشا گردید.
عکس گرفته شده از باز آلدرین هنگام سلام نظامی‌کردن به پرچم (انگشتان دست راست وی از پشت کلاه فضانوردی اش دیده می‌شود).
عکس گرفته شده از آلدرین که دست خود را پایین انداخته و کمی به سمت دوربین برگشته است، در حالی که پرچم ثابت است.
انیمیشن درست شده از دو عکس نشان می‌دهد که دوربین آرمسترانگ حرکت کرده‌است، ولی پرچم خیر.
۶. با وجود نبودن رطوبت، جای پا روی ما به‌طور شگفتی حفظ می‌شود.
- خاک ماه مانند زمین دارای رطوبت نیست، و لبه‌های تیزی دارد. این اجازه می‌دهد که ذرات خاک به هم بچسبند و شکل خود را حفظ کنند. فضانوردان آن را به «پودر تالک و شن خیس» تشبیه کردند.

این تئوری در قسمت میسباسترز از برنامه فرود بر ماه ناسا افشا گردید.
۷. در اتهام فرود روی ماه، حتی از تولید صدا نیز استفاده شده‌است، یا در صحرا با وجود فضانوردان، از فیلم‌برداری راه دور، یا کنترل کردن یا فیلم‌برداری اسلوموشن استفاده شده‌است تا آن را به ماه شبیه کند.
- در سریال (از زمین تا ماه) از شبکه اچ‌بی‌او در یک قسمت از فیلم که مربوط به آپولو ۱۳ بود، در آن از مرحله صدا و تنظیمات مهار استفاده شده بود. در آن فیلم کاملاً آشکار بود که گرد و خاک بالا رفته، سریع روی زمین نمی‌نشیند (مانند ابر می‌شوند). در فیلم گرفته شده از قدم‌های آرمسترانگ و چرخ‌های ماه نورد معلوم است که خاک بالا رفته، بر اثر جاذبه ماه به صورت خط سهموی، خیلی زود می‌نشیند (چون هیچ هوایی برای نگه داشتن گردها وجود ندارد). حتی اگر از تولید صدا نیز استفاده می‌شد، پمپی که برای آن کار می‌کند هوا را بالا می‌برد و در مسیرهایی می‌فرستد که می‌بایست در فیلم دیده می‌شدند.

در طول مأموریت آپولو ۱۵، دیوید اسکات آزمایش انداختن یک چکش و پر را به‌طور هم‌زمان انجام داد، هردو در یک زمان سقوط کردند و با زمین برخورد نمودند، که بودن خلأ را ثابت می‌کند.
- این تئوری در قسمت میسباسترز از برنامه (فرود بر ماه ناسا) افشا گردید.

- دیوید اسکات یک چکش و پر را روی سطح ماه انداخت.

### مسائل مکانیکی
زیر ماه نورد آپولو ۱۱
۱. ماه نورد هیچ چاله‌ای ایجاد و هیچ گرد و خاکی پراکنده نکرد.
- نباید انتظار هیچ چاله‌ای داشت. سیستم پیش رانش رو به پایین در مواقع فرود، خیلی زود تر خاموش می‌شد. به‌طوری‌که ماه نورد دیگر شتاب رو به بالا نداشت، پس موتور رو به پایین فقط وزن خود دستگاه را تحمل می‌کرد، که با توجه به جاذبه ماه خیلی کمتر می‌شد. در هنگام فرود، موتور طوری تنظیم می‌شد که فشار در انتهای نازل فقط ۱۰ کیلو پاسکال (۱. ۵ پوند بر اینچ مربع) باشد. بالاتر از نازل، ستون مواد پخش شده و فشار کاهش می‌یابد. گازهای خروجی موشک در خلأ خیلی زودتر نسبت به اتمسفر پخش می‌شوند. تأثیر اتمسفر بر ستون راکت را می‌توان به راحتی موقع پرتاب در زمین مشاهده کرد. در اتمسفر گاز خروجی به‌طور قابل توجهی پخش می‌شود. برای یادگیری، راکت‌هایی که برای خلأ ساخته می‌شود دارای کمربند بلندتر نسبت به زمین هستند، ولی آن‌ها هم نمی‌توانند جلو پخش شدن را بگیرند. پس گازهای خروجی از کاوشگر خیلی زودتر و خیلی بالاتر از محل فرود پخش می‌شوند. موتورهای روبه پایین، خیلی زیاد خاک ماه را پراکنده می‌کردند، همان‌طور که در فیلم‌های ۱۶ میلی‌متری دیده می‌شود، و بسیاری از فرماندگان مأموریت‌ها از این اثر به روشنی حرف زدند. کاوشگران می‌توانند در حالت افقی به خوبی عمودی حرکت کنند، و عکس‌ها نشان می‌دهند که خاک‌ها در امتداد مسیر پخش می‌شوند. سنگ پوشه ماه زیر قسمت خاکی آن خیلی محکم است و به موتر اجازهٔ ایجاد چاله را نمی‌دهد. یک چاله در زیر آپولو ۱۱ با کمک سایه قسمت زنگی موتور کاوشگر اندازه‌گیری شده‌است و با توجه به جای قسمت پایه روی ماه می‌توان اندازه آن را ۴ تا ۶ اینچ برآورد کرد. که این را هم باید در نظر گرفت که وزن ۱۰۰۰۰ پوند کاوشگر هم به طرف پایین فشار می‌آورد.

۲. مرحله دوم پرتاب راکت و ماه نشین آپولو شعله قابل رویتی را تولید نکردند.
- ماه نورد برای پیشران از آروزین ۵۰ (سوخت) و دی‌نیتروژن تترااکسید (اکسیدکننده) استفاده می‌کرد، که برای سادگی و قابل اعتماد بودن انتخاب شده‌است. آن‌ها به روش هایپر گلیک و بدون نیاز به جرقه مشتعل می‌کنند، این محصولات احتراق دارای رنگ شفافی هستند. همان سوخت برای راکت آمریکایی تایتان استفاده شده‌است. شفافیت توده‌های آن‌ها در عکس‌های موجود، قابل مشاهده است. توده‌های راکت، علاوه بر شفافیت، در حالت خلأ به سرعت پخش می‌شوند. در آخر، موتورهای راکت طوری قدرتمند حرکت می‌کنند که نواقص داخلی فهمیده نمی‌شوند. در زمین، سوخت اضافی در تماس با اکسیژن جو سوخته می‌شود، ولی این امر در خلأ امکان ندارد.

- ماه نورد آپولو ۱۷ در حال ترک ماه است، گاز کمی قابل دیدن است.
- اولین مرحله از جدایی، در پرتاب آپولو ۸.

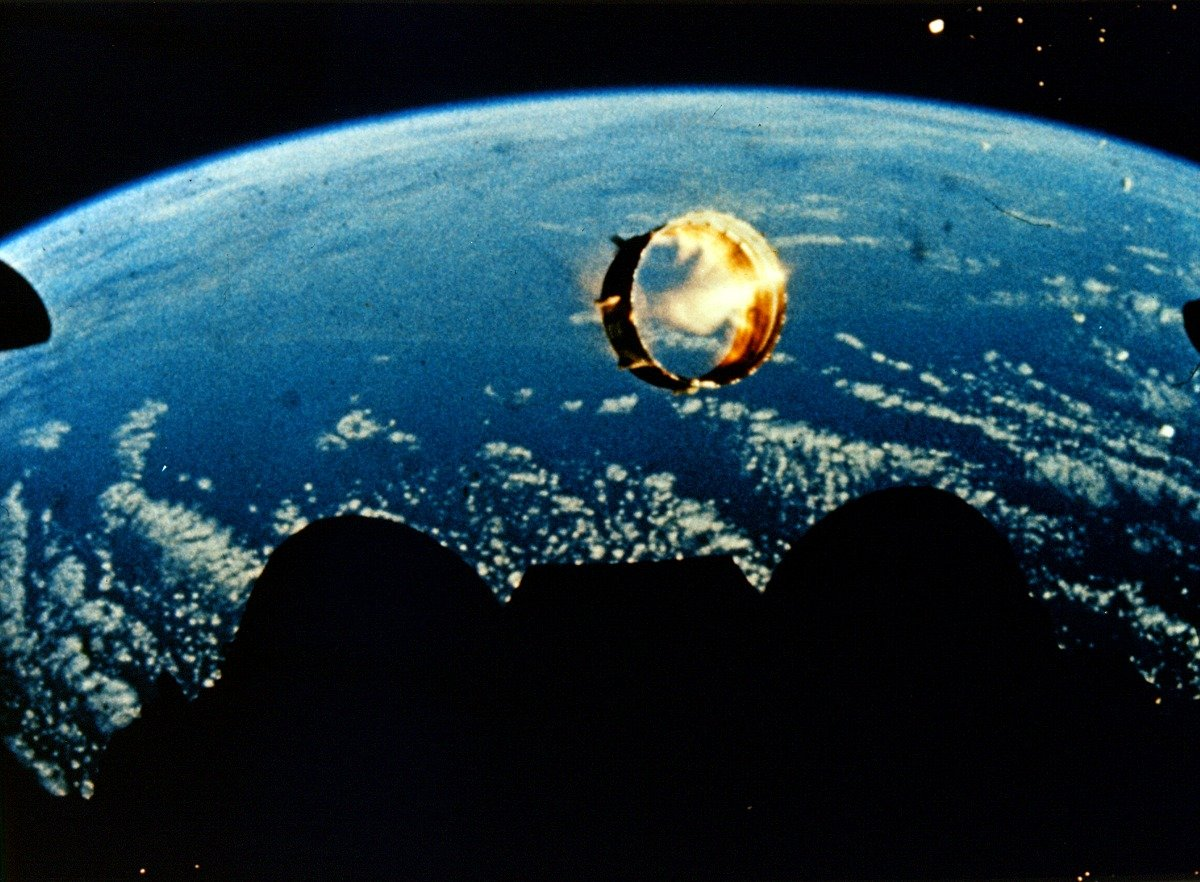
آتش خروجی ممکن است مانند این عکس در خارج جو دیده نشود. قسمت‌های سیاه در پایین مرکز همان موتورهای موشک هستند.

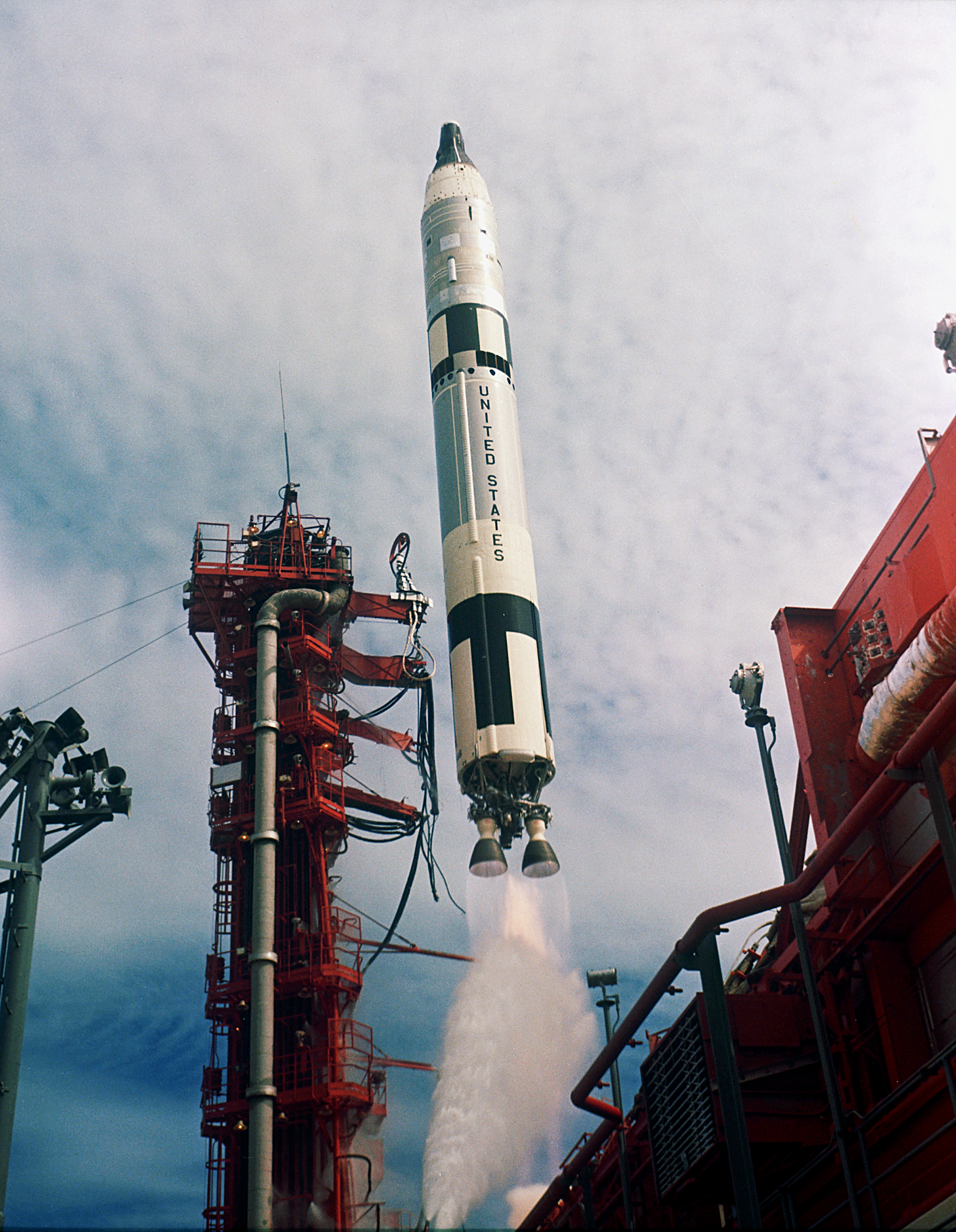
تایتان با سوخت هایپرگل و آروزین ۵۰، ۱٫۹ مگا نیوتون نیرو محوری ایجاد می‌کند. به شفافیت خروجی حتی در هوا (فقط آب در هوا اسپری می‌شود) توجه کنید.)
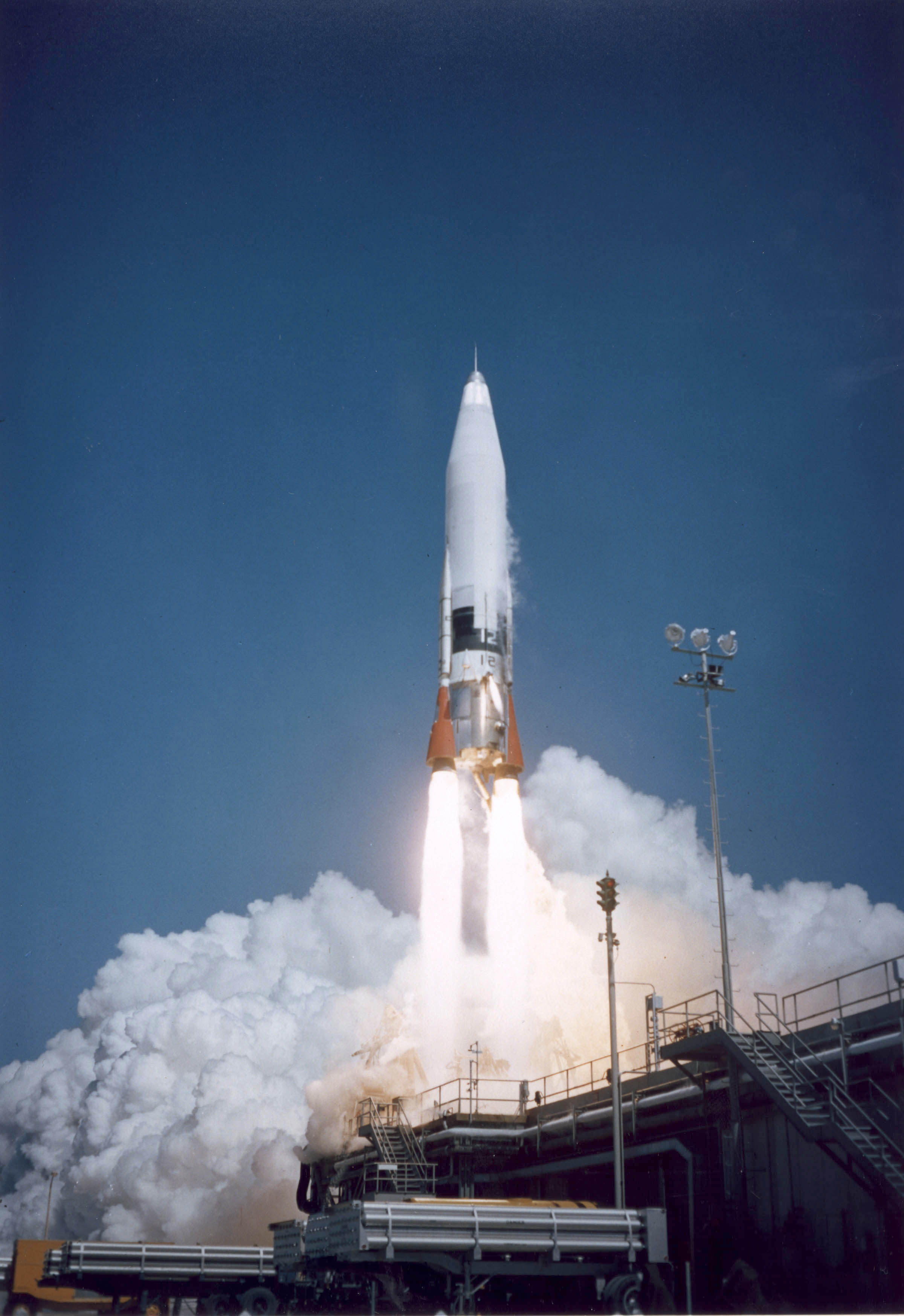
اتلس از نوعی نفت سفید (RP-1) غیر هایپرگلیک استفاده می‌کند که گاز خروجی روشن و قابل دیدنی را بیرون می‌دهد و نیروی ۱٫۵ مگا نیوتون را فراهم می‌سازد.
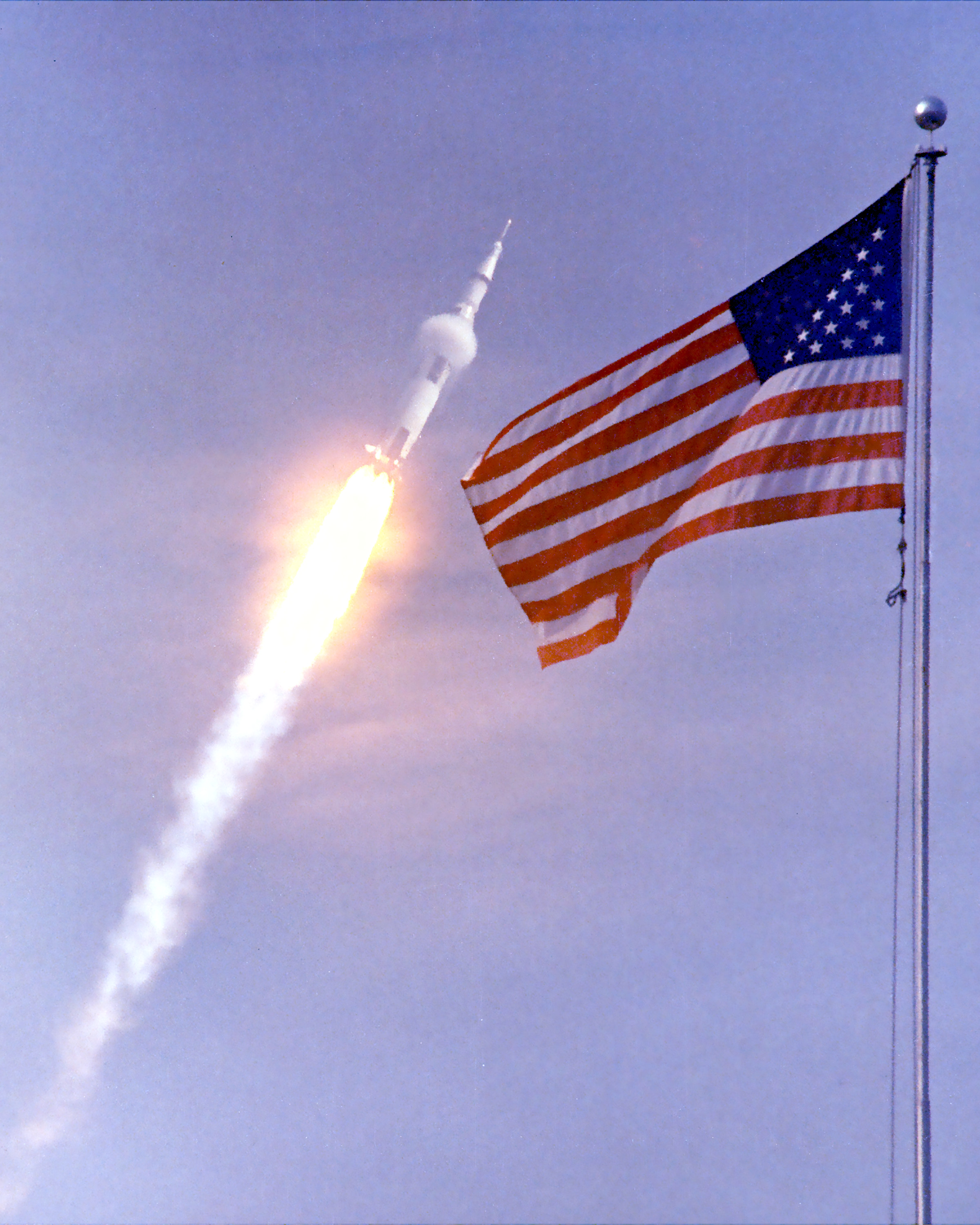
شعله روشن ساترن ۵ هنگام مرحله اول جدایی که سوخت RP-1 استفاده می‌کند.

۳. ماه نورد دارای وزن ۱۷ تن است و هیچ اثری روی خاک نگذاشته‌است، ولی در کنارش جای پا دیده می‌شود.
- روی زمین آپولو ۱۱ سوخت‌گیری شد و ماه نورد سوار آن گشت و جرمش حدوداً ۱۵۳۰۰ کیلوگرم (۱۷ تن آمریکایی) اندازه‌گیری شد. بر روی سطح ماه، با خالی شدن سوخت و اکسیدکننده ماه نورد با چرخشش حول ماه، وزنش ۱۲۲۴ کیلوگرم شد. فضانوردان خیلی سبک‌تر از کاوشگر بودند، ولی چکمه‌هایشان خیلی کوچکتر از پایه‌های با قطر ۹۱سانتیمتری بود. فشار (نیرو بر واحد سطح) بیشتر از جرم بر فشردگی تأثیر دارد. رد ماه نورد روی خاک وجود دارد، مخصوصاً هنگامی که در هنگام فرود به طرفین حرکت کرده‌است (فشار متحمل شده زیر آپولو۱۱ که وزنش ۴۴ برابر وزن فضا نوردان است، تقریباً با فشار زیر پای آن‌ها یکی است).

۴. واحد سردکننده موجود در لباس فضانوردان در جایی که جو نباشد، نمی‌توانسته کار کند.
- واحد خنک‌کننده فقط در شرایط خلأ کار می‌کرد. آب از مخزنی درون کوله پشتی فضانوردان، وارد سوراخ‌های کوچک یک صفحه تصعید‌کننده فلزی گشته، و به سرعت در فضا بخار می‌شد. از دست رفتن گرما توسط تبخیر باعث منجمد شدن آب باقی‌مانده می‌گشت، و یک لایه یخ روی صفحه تشکیل می‌دادند که به فضا بخار می‌شدند (تبدیل مستقیم جامد به گاز). و یک جریان آب دیگر که از درون LCG (لباس با خنک‌کننده مایع) می‌گذرد که فضانوردان می‌پوشیدند، و گرمای بدن فرد را به صفحه تصعید می‌برد، جایی که دوباره خنک شده و به LCG برمی‌گشت. ۵٫۴کیلوگرم آب تقریباً ۸ ساعت سرما می‌داد. با توجه به اندازه‌اش، در راه‌پیمایی‌های روی ماه محدودیت مصرف داشت.

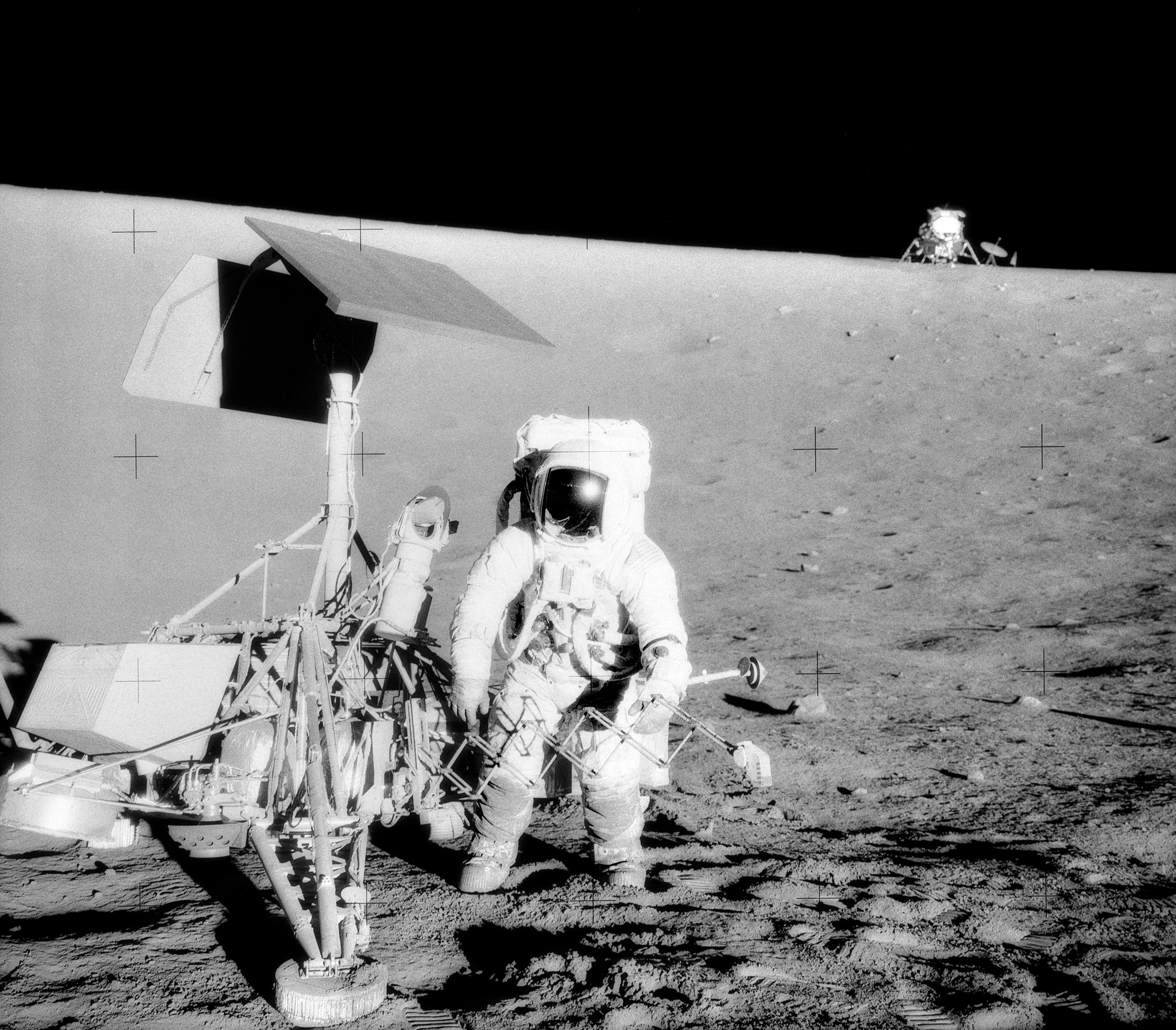
سورویر ۳ با پس زمینه آپولو ۱۲.

### مخابره
۱. به خاطر فاصله ۴۰۰۰۰۰ کیلومتری، باید بیش از ۲ ثانیه تأخیر در ارتباطات بین زمین و ماه می‌بود.
- تأخیر بیشتر از ۲ ثانیه در صداهای ضبط شده ماه‌نورد کاملاً آشکار است، ولی همیشه آن طور که انتظار می‌رفته نبوده‌است. در بعضی فیلم‌های مستند دیده می‌شود که تأخیر درست شده‌است. علت این تاخیرها ممکن است که محدودیت‌های زمانی یا ایجاد وضوح باشد.

اندازه نسبی، و فاصله بین ماه و زمین در مقیاس پرتوی از نور که بین آن دو حرکت می‌کند.

۲. تأخیر معمول در ارتباطات تقریباً ۰٫۵ ثانیه بود.
- ادعای اینکه تأخیر ۰٫۵ ثانیه بوده، طبق بررسی‌های انجام شده، دروغ است. نباید در مکالمه انجام شده با یک طرف اتاق فرمان، زمان تأخیر را بین هر پاسخ در نظر گرفت. پاسخ‌ها از اتاق فرمان بدون هیچ تأخیری شنیده می‌شدند، در حالی که هیوستون، جواب را از ماه دریافت می‌کند.

۳. رصدخانه پارکس در استرالیا، برای هفته‌ها گفته شده بود که مرکز تقویت ارتباطات در اولین راهپیمایی روی ماه خواهد بود. اما ۵ ساعت قبل از ارتباط، به آن‌ها گفته شده بود که سیستم‌ها را خاموش کنند.
- زمان اولین راهپیمایی بعد از فرود تغییر یافت. در حقیقت، این عمل با تأخیر انجام گرفت و پارکس همهٔ راهپیمایی آپولو۱۱ را پوشش داد.

۴. ظاهراً پارکس دارای بهترین تصویر از ماه بود؛ ولی رسانه‌های استرالیایی و همه مراکز شناخته شده، تصویر خود را از آمریکا دریافت می‌کردند.
- برنامه اصلی همان بود و بر اساس بعضی منابع و سیاست‌های داخلی که شرکت پخش استرالیایی، اطلاعات را مستقیم از پارکس و رادیو تلسکوپ هانی ساکل کریک دریافت کرد؛ که به تلویزیون ان‌تی‌اس‌سی در پدینگتن سیدنی داده می‌شد. این بدان معنی است که بینندگان در استرالیا چند ثانیه قبل از بقیه دنیا ماهنوردی را می‌دیدند. همچنین مقالهٔ فضانورد پارکس، جان سارکیشین (On Eagle's Wings: The Parkes Observatory's Support of the Apollo 11 Mission) را ببینید. اتفاقات پیرامون رصدخانه پارکس در تأخیر نمایش، در یک فیلم کمدی کوتاه استرالیایی به نام «بشقاب ماهواره» نمایش داده شد.

۵. پارکس سیگنال‌های بهتری را وقتی که ماه در طرف دیگر زمین بود، دریافت می‌کرد.
- این موضوع توسط شاهدان و گزارش مأموریت تأیید نمی‌شود.

### اطلاعات گم شده
برنامه کار و طراحی و نقشه‌های پیشرفت ماشین‌ها گم شدند. اطلاعات آپولو۱۱ شامل دوری‌سنج و ویدیوهای با کیفیت از اولین راهپیمایی بوده‌است که گم شده‌اند.

### نوارها

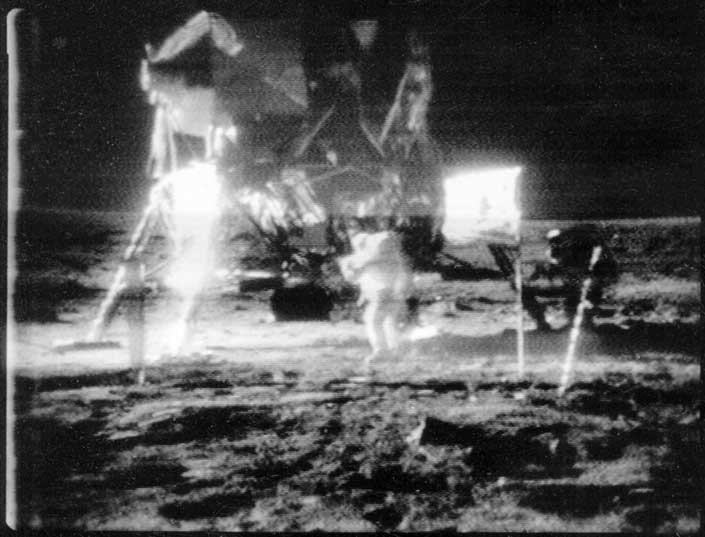
عکس با کیفیت اس‌اس‌تی وی قبل از اسکن تبدیل‌کننده.

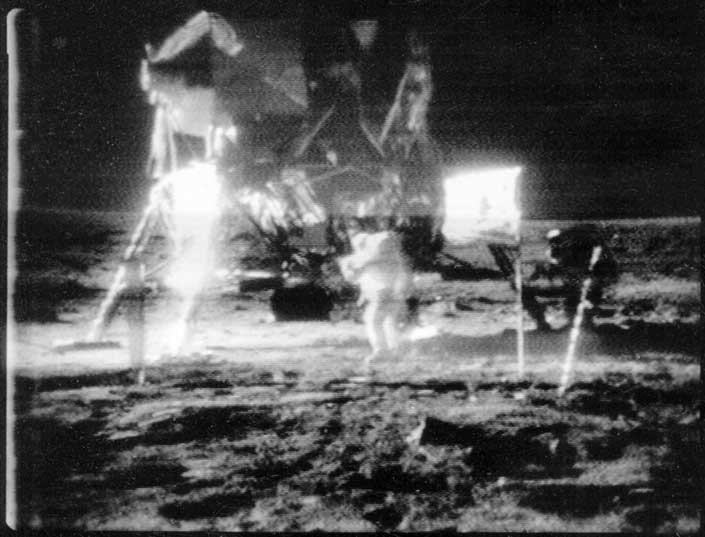
عکس خراب شده بعد از اسکن تبدیل‌کننده اس‌اس‌تی‌وی.

دکتر دیوید آر ویلیامز (پرونده ناسا در مرکز پروازهای فضایی گودارد) و مدیر پرواز آپولو۱۱ جنه کرانز هردو اذعان کرده‌اند که نوارهای دور سنجی آپولو۱۱ گم شده‌است. تئوری پردازان توطئه تصور می‌کنند که این‌ها اصلاً وجود نداشته‌اند. نوارهای دور سنجی آپولو ۱۱ با نوارهای فرود بر ماه متفاوت بودند، چون دارای اطلاعت خام فیلم نمایش شده در تلویزیون بودند. به دلایل فنی، کاوشگر آپولو ۱۱ دوربین اس‌اس‌تی‌وی را حمل می‌کرد. برای به تلویزیون بردن عکس‌ها، تبدیل‌کننده اسکن مورد نیاز بود. رادیو تلسکوپ موجود در پارکس می‌توانست، دور سنجی را هنگام قدم گذاشتن در ماه دریافت کند. آنتن پارکس از آنتن ناسا در استرالیا بزرگ‌تر بود و می‌توانست تصویر بهتری را دریافت کند. آن آنتن حتی از آنتن ناسا در مرکز شبکه فضای دوردست گلداستون هم بزرگتر بود. سیگنال‌های مستقیم تلویزیون به همراه اطلاعات دور سنجی در یک نوار آنالوگ در پارکس ضبط می‌شد. ارتباطات اصلی اس‌اس‌تی‌وی دارای کیفیت بهتری نسبت به عکس‌های تبدیلی داشتند، که این نوارها گم شده‌اند. یک اسکن خام و واقعی از تبدیل سیگنال‌های اساستیوی، پیش از پخش جهانی، در استرالیا صورت گرفت. هنوز عکس‌های اصلی اس‌اس‌تی‌وی موجود است. بعد از ۵۰ دقیقه گذشتن از عکس‌برداری توسط یک فیلم ۸ میلی‌متری آماتور، این‌ها آماده شده‌اند. بعدها در مأموریت‌های آپولو اس‌اس‌تی‌وی استفاده نشد. طبق گفته دکتر ولیامز، حد اقل بعضی از نوارهای دوری سنج ALSEP هنوز باقی‌مانده‌اند. کپی‌های آن نوارها پیدا شده‌است.
دیگران به دلایلی به دنبال پیدا کردن نوارهای گم شده دور سنجی می‌گردند. نوارها شامل اصلی‌ترین و باکیفیت‌ترین ویدیوها از فرود آپولو ۱۱ بودند. بعضی از پرسنل آپولو آن را برای آیندگان جستجو می‌کنند، درحالی که مهندسان ناسا به خاطر اطلاعات مفید برای مأموریت‌های آینده، دنبال آن‌ها هستند. آن‌ها نوارها را پیدا کرده و در سال ۱۹۷۰ به آرشیو ملی آمریکا فرستاده‌اند، اما به‌خاطر درخواستشان در سال ۱۹۸۴، نوارها به مرکز پروازهای فضایی گودارد فرستاده شده‌اند. گمان می‌رود که نوارها قبل از استفاده مجدد، فروخته شده‌اند. گودارد در سال ۳۵۰۰۰ نوار می‌فروخته، حتی قبل از فرود بر ماه.
در نوامبر سال ۲۰۰۶، مجله کسمس گزارش داده‌است که ۱۰۰ نوار ضبط شده در استرالیا در طول مأموریت آپولو ۱۱ در یک آزمایشگاه علمی کوچک در دانشگاه فنی کورتین در شهر پرت یافت شده‌است. یکی از نوارهای قدیمی برای آزمایش به ناسا فرستاده شد. عکس‌های اس‌اس‌تی‌وی روی نوار نبود.
در ژوئیه ۲۰۰۹، ناسا بیان کرد که شاید فیلم‌های اصلی آپولو ۱۱ پاک شده باشند، پس تصمیم به استفاده مجدد از آن‌ها گرفت. در دسامبر ۲۰۰۹، ناسا یک گزارش نهایی از نوارهای دور سنجی آپولو ۱۱ ارائه داد. مهندس ارشد دیک نافزگر، کسی که در طول مأموریت‌های آپولو مسئول برنامه‌های تلویزیونی بود، اکنون مسئول پروژه جدید آپولو می‌باشد. بعد از ۳ سال تحقیق، دیک نافزگر گفت: تقریباً ۴۵ عدد از نوارهای ویدئویی آپولو ۱۱ پاک شده‌اند. در چهلمین سالگرد فرود آپولو ۱۱، شرکت (لوری دیجیتال) نوارهای باقی‌مانده را احیا کرد. مدیر شرکت مایک اینچالیگ گفت: شرکت این را از کمترین کیفیت به‌دست آورده‌است. نافزگر، لوری را برای بازسازی فیلم‌ها ستایش کرد، که به صورت سیاه و سفید است. پروژه بازسازی به قیمت ۲۳۰۰۰۰ دلار، که ماه‌ها طول خواهد کشید و کیفیت صدا را بهتر نمی‌کند. بعضی از فیلم‌های با کیفیت، در وب‌سایت ناسا در دست رس هستند.

### بلوپرینت‌ها

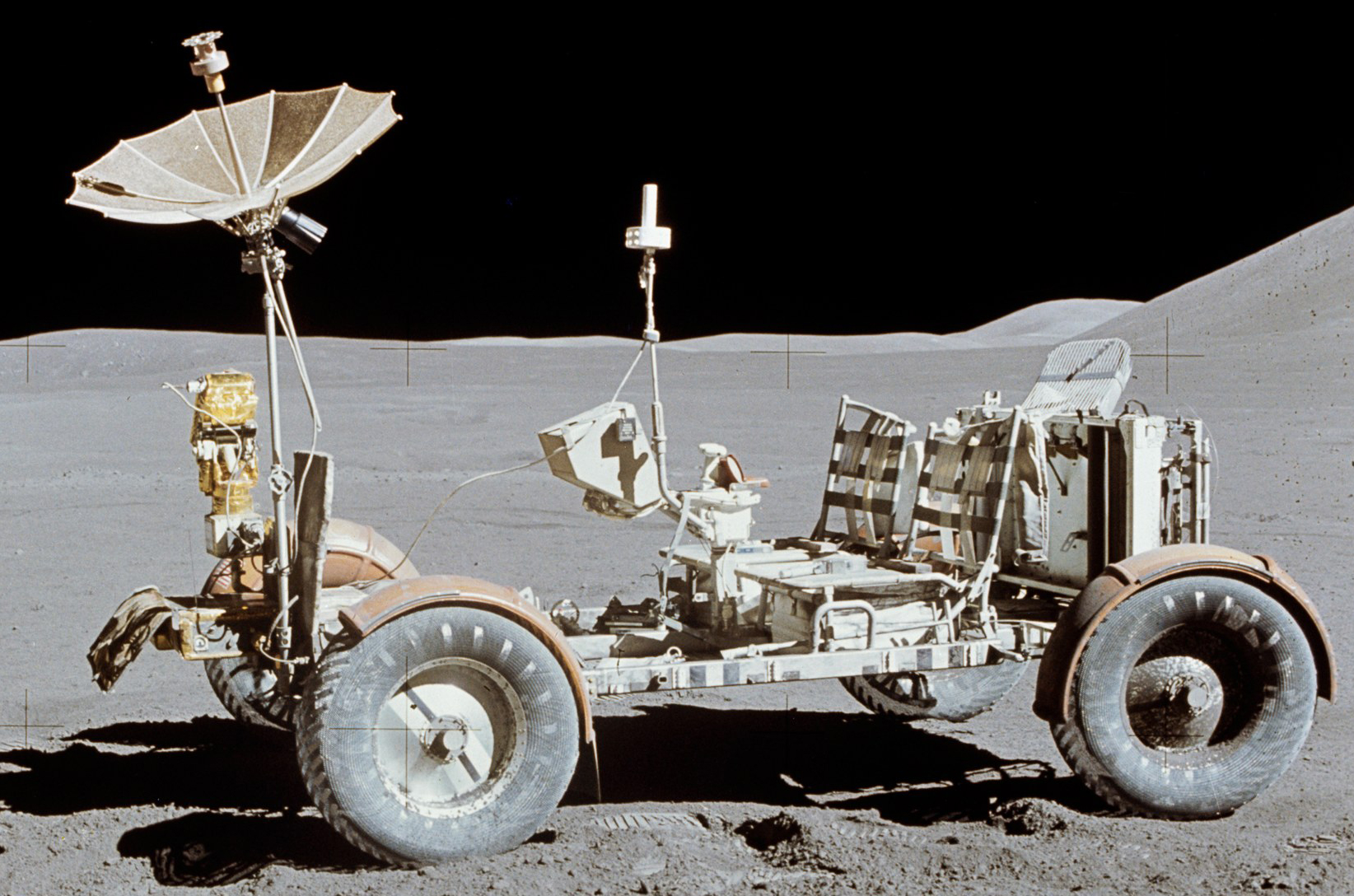
ماهپیمای پرتاب شده به درون آپولو ۱۵

وب‌سایت Xenophilia. Com نظریه توطئه‌ای را نوشته بود که بلوپرینت‌های ساترن ۵، ماه نورد آپولو، ماهپیما و تجهیزات مرتبط، گم شده‌است. طراحی‌هایی از ماه نورد و ماه‌پیما در سایت ناسا وXenophilia. com وجود دارد. به نظر می‌رسد که گرومن تمام اطلاعات ماه‌نورد را از بین برده‌است، اما کپی‌هایی از بلوپرینت‌های ساترن ۵ روی ریزنگاشت وجود دارد.
چهار عدد از ماه‌پیماهای مأموریت‌ها توسط بوئینگ ساخته شده‌اند. سه عدد از آن‌ها توسط آپولو ۱۵ و ۱۶ و۱۷ به ماه حمل شد و آنجا ماند. بعد از آنکه آپولو۱۸ لغو گشت، ماه‌پیمای دیگر به عنوان تأمین‌کننده لوازم یدکی آن سه ماه‌پیماهای قبلی به کار رفت. دفترچه ۲۲۱ صفحه‌ای ماه نورد دارای همه جزئیات جز بلوپرینت‌ها است.

### فناوری
برات سیبل گفته‌است که رابطه آمریکا و شوروی دلیل این است که فرود بر ماه اتفاق نیفتاده است. در بسیاری از سطوح مسابقات فضایی، شوروی از آمریکا جلوتر بود، اما در آخر آن‌ها نتوانستند که انسان را به ماه ببرند و فقط توانستند تنها روی ماه فرود آیند. این نشان می‌دهد که چون یواس‌اس‌آر قادر به این کار نبود، پس آمریکا نیز قادر نخواهد بود.
برای مثال، او بیان می‌کند، در زمان آپولو شوروی از لحاظ زمانی ۵ برابر بیشتر انسان را به فضا برده بود؛ و باید این را اضافه کرد که آن‌ها به پیشرفت‌های زیادی رسیده بودند. اولین ماهواره ساخت بشر در مدار (اسپوتینک ۱ اکتبر ۱۹۵۷)، اولین موجود زنده در مدار (یک سگ به نام لایکا در اسپوتینک ۲ نوامبر ۱۹۵۷)، اولین مرد در مدار(یوری گاگارین آوریل ۱۹۶۱ در وستوک-۱)، اولین زن در فضا (والنتینا ترشکوا ژوئن ۱۹۶۳ در وستوک-۶)، و اولین راهپیمایی در فضا(الکسی لئونوف مارس۱۹۶۵ در وسخود-۲).
گرچه بیشتر دستاوردهای شوروی در همان سال یا حتی گاهی اوقات همان هفته توسط آمریکا نیز انجام شده‌است. در سال ۱۹۶۵ آمریکا تصمیم به انجام اولین‌ها (اولین ایستگاه فضایی) گرفت، که قدم بزرگی برای رفتن به ماه بود. افزون بر این، ناسا گفت که دستاوردهای شوروی آن‌طور که به نظر می‌رسد مهم نیستند؛ که بعضی از این اولین‌ها اصلاً علم را بهبود نداده‌اند، مانند اولین زن در فضا. در حقیقت با اولین پرتاب انسان در مدار زمین توسط ناسا(آپولو ۷)، یواس‌اس‌آر فقط ۹ پرواز فضایی داشت(۷ عدد با یک فضانورد، یکی با دو یکی با سه) که با ۱۶ عدد آمریکا مقایسه می‌شود. از نظر ساعت پرواز فضایی، شوروی ۴۶۰ ساعت و آمریکا ۱۰۲۴ ساعت را به خود اختصاص داده بودند. از نظر زمانی که انسان در فضا بود، شوروی ۵۳۴ ساعت و آمریکا ۱۹۹۲ ساعت را به خود اختصاص داده بودند. در زمان آپولو۱۱ آمریکا خیلی جلوتر بود.
علاوه بر آن، شوروی تا دهه ۱۹۸۰ نتوانسته بود موشکی با توانایی پرتاب انسان را بسازد، البته جز N1 که در سال‌های ۱۹۶۹ تا ۱۹۷۲ در مرحله پرتاب شکست خورد. ماه نورد LK شوروی در مدار نزدیک زمین در سال‌های ۱۹۷۰ و ۱۹۷۱ امتحان شد.

### مرگ کارکنان ناسا
در یک برنامه تلویزیونی مربوط به توطئه، گروه سرگرمی فاکس لیستی از ۱۰ فضانورد و ۲ شهروند مرتبط با پرواز فضایی را ارائه داد که گفته می‌شود، برای سرپوش گذاشتن به ماجرا کشته شده‌اند.
- تئودور فریمن (کشته شده در یک هواپیمای T-38 که در اکتبر ۱۹۶۴ توسط برخورد پرنده اتفاق افتاده‌است).
- الیوت سی و چارلز باست (سانحه T-38 در فوریه ۱۹۶۶، در هوای نامناسب).
- گاس گریسوم، ادوارد هیگینز وایت و راجر بی. چافی (آتش‌سوزی آپولو ۱ در ژانویه ۱۹۷۱).
- ادوارد گیونز (تصادف ماشین در ژوئن ۱۹۶۷)
- کلیفتین ولیامز (کشته شده در T-38 در اکتبر ۱۹۶۷)
- مایکل جی آدامز (در سانحه نورث آمریکن ایکس-۱۵. او خلبان آموزشی بود، نه یک فضانورد ناسا، اما ایکس-۱۵ را به بالای ۵۰ مایلی زمین برد)
- رابرت هنری لورنس جونیور (سانحه لاکهید اف-۱۰۴ استارفایتر دسامبر ۱۹۷۶ بعد از مدت کوتاه انتخاب شدن توسط * نیروی هوایی ایالات متحده آمریکا برای آزمایشگاه چرخان در مدار همراه با انسان)
- توماس بارون (کارمند نورث امریکن اوویشن که در ۲۷ آوریل ۱۹۶۷ بر اثر برخورد اتوموبیل با قطار مرد) بارون در ماشین خود بود که با قطار عبورکننده برخورد کرد، مرگ بر اثر تصادف بود.[۱۴۱][۱۴۲]
- برایان دی ولچ، کارمند ارشد روابط عمومی ناسا و کارگردان سرویس‌های رسانه‌ای، بعد از چند ماه گذشتن از نمایش برنامه‌ای که ادعاهای توطئه را کم ارزش نشان می‌داد،[۱۴۳] در سن ۴۲ سالگی و در عین جوانی بر اثر حمله قلبی مرد.[۱۴۴] نظریه پردازان توطئه فهمیدند که سن وی به‌طور عجیبی کم بوده و احتمالاً در سکته قلبی عمدی در کار بوده‌است. به‌طور مثال در اثر استرس شکنجه یا بر اثر مصرف بعضی داروها. مرگ برین ولچ به اتهام جعل مربوط است زیرا او یکی از پرده گشایان ادعاهای جعلیست.

دو نفر از آن‌ها، مایک آدامز خلبان ایکس۱۵ و رابرت لارنس خلبان MOL، رابطه‌ای با پرواز مردم عادی آپولو نداشته‌اند. همهٔ آن مرگ‌ها حداقل ۲۰ ماه قبل پرواز آپولو۱۱ بوده‌اند.
در اوت ۲۰۱۲، ۸ نفر از ۱۲ فضانورد آپولو که بر ماه قدم گذاشتند، از جمله باز آلدرین، و ۹ نفر از فضانوردان آپولو که به ماه پرواز کردند، ولی قدم نگذاشتند مانند مایکل کولینز زنده بودند.
تعداد مرگ فضانوردان آمریکایی از زمان ایجاد آپولو تا فرود بر ماه، همانند تعداد مرگ روس‌ها است. فضانوردان و خدمه روسی که در دوره ۱۹۶۱ تا ۱۹۷۲ مردند:
والنتین بوندرنکو (تصادف حین تمرین در روی زمین، مارس ۱۹۶۱)
- گریگوری نیلوبو (خودکشی فوریه ۱۹۶۶)
- ولادمیر کاماروف (سانحه سایوز-۱ آوریل ۱۹۶۷)
- یوری گاگارین (سانحه میگ-۱۵ مارس ۱۹۶۸)
- پاول بلیایف (عوارض بیماری ژانویه ۱۹۷۰)
- گئورگی دوبروولسکی، ولادیسلاف وولکوف و ویکتور پاتسایف (سانحه سایوز-۱۱ ژوئن ۱۹۷۱)

همچنین رئیس اصلی برنامه فضایی آن‌ها سرگئی کارالیوف بر اثر بیماری مرد.

### پاسخ ناسا
در ژوئن ۱۹۷۷، ناسا حقیقت را در مورد ادعاهای توطئه فرود بر ماه، منتشر کرد. ناسا به ذرات و سنگ‌هایی اشاره می‌کند که از ماه جمع کرده و برای اثبات مشروعیت برنامه آورده‌است؛ و می‌گویند که این سنگ‌ها با شرایط زمین مطابقت ندارند. ناسا همچنین گفت که تمام عمل‌های برنامه آپولو از پرتاب تا برگشتش کاملاً زیر نظر رسانه‌های خبری بوده‌است. ناسا به کتاب بیل کایسینگ با عنوان، ما هیچ‌گاه به ماه نرفته‌ایم، با شناسایی یکی از نظریه‌های وی در مورد ایجاد نشدن چاله در ماه وقتی که ماه نورد فرود آمد، پاسخ داد؛ و این حقیقت را به وسیله خاک و سنگی که از ماه آورده بود، ثابت کرد.
بیانیه حقیقت ناسا در ۱۴ فوریه ۲۰۰۱ یک روز قبل از نمایش برنامه نظریه توطئه: آیا ما به ماه رفته‌ایم؟ از شبکه فاکس، دوباره منتشر شد. آن فیلم مستند علاقه مردم را به نظریه جعلی بودن رفتن به ماه بیشتر کرد، تا جایی که ناسا مجبور به دفاع از اعتبار خود شد.
در کتاب هفت روش تفکر به روش دانشمندان فضا که تحت عنوان چگونه آپولو هوا کنیم در ایران به قلم آِیدین محمدی به ترجمه و چاپ رسیده‌است، نویسنده، جیم لانگونسکی، که یکی از کارکنان شرکت هوافضای آمریکا (ناسا) است دربارهٔ این نظریه توطئه می‌گوید که هنگام پرتاب هزاران آمریکایی درحال تماشای پرتاب آپولو۱۳ بوده‌اند و درواقع برای ناسا، سفر واقعی به ماه آسان‌تر از جعل یک سفر به ماه است!!!

### مشارکت استنلی کوبریک
استنلی کوبریک فیلمساز متهم به ساختن فیلم‌هایی از آپولو ۱۱ و ۱۲ است. احتمالاً علت آن ساختن فیلم سفری به فضا بوده که قسمتی از آن در ماه است و صحنه‌های برجسته خاصی در فیلم وجود دارد. این نظریه بیان می‌کند هنگامی که در سال ۲۰۰۱، فیلم مربوط به سال ۱۹۶۸ پس‌تولید شد، ناسا به کوبریک نزدیک گشت تا ۳ فرود اول به ماه را کارگردانی کند. پرتاب و برگشت باید واقعی می‌بود ولی فضاپیما باید در مدار زمین می‌ماند و یک فیلم تقلبی (زنده از ماه) در تلویزیون پخش می‌شد. شاهدی برای این نظریه وجود ندارد، ولی بسیاری از حقیقت‌ها نادیده گرفته‌است. برای مثال، در ۲۰۰۱ منتشر شد و تصویر کوبریک از ماه خیلی متفاوت از عکس‌ها و فیلم‌های ناسا بود. کوبریک فردریک اردوی و هری لنگ را که برای ناسا کار می‌کردند و پیمانکاران اصلی هوا و فضا بودند در سال ۲۰۰۱ استخدام کرد تا برایش کار کنند. او همچنین از دوربین‌های 50 mm f|۰. ۷ شرکت (زئیس) که برای ناسا ساخته شده بودند و از دسته جا مانده بودند، استفاده کرد. با این حال، او از این لنزه فقط در بری لیندون استفاده کرد. لنزها برای عکاسی مناسب بودند و برای فیلم‌برداری باید عوض می‌شدند. شبه مستند برا این پایه درست شده‌است، طرف تاریک ماه، می‌توانست نظریه توطئه را شدت ببخشد. شبه مستند فرانسوی، کارگردانی شده توسط ویلیام کارل، در سال ۲۰۰۲ در شبکه Arte و تحت عنوان Opération Lune پخش شد. آن شبه مستند، تئوری‌های توطئه را با انجام مصاحبه‌های دروغین مسخره می‌کرد، داستان ترورهای به کمک استنلی کوبریک و سی‌آی‌ای، و پر از اشتباهات آشکار متنوع، ربط دادن به بازیگران فیلم قبلی، جذابیت فیلم را برای بینندگان زیاد کرد. با این حال، Opération Lune هنوز از طرف باور کنندگان توطئه استفاده می‌شود.
نظریه‌ها زیادی هستند که اول به صورت شوخی گفته شدند، ولی بعدها توسط کلاید لوئیس جدی شدند.

### کار دانشگاهی
در سال ۲۰۰۲، ناسا ۱۵٬۰۰۰دلار به جیمز اوبرگ داد تا گروهی برای نوشتن دفاعیه در مقابل توطئه‌ها، ایجاد کند. گرچه ناسا گروه را بعد از یک سال به خاطر شکایت‌هایی که کتاب به نظریه پردازان توطئه کمک می‌کند، لغو کرد. اوبرگ گفت که قصد تمام کردن کتاب را دارد. در نوامبر ۲۰۰۲، پیتر جنینگز گفت که ناسا قصد دارد چند هزار دلار برای اثبات اینکه آمریکا، انسان را به ماه برده‌است، صرف کند؛ و ناسا مردد است، و می‌خواهد چند نفر برای نوشتن دفاعیه نامه استخدام نماید. اوبرگ گفت که نظریه پردازان توطئه مقصر نیستند، بلکه معلم‌ها و مردم (حتی ناسا) باید اطلاعات را در جامعه پخش کنند.
در ۲۰۰۴ مارتین هنری و کن اسکلدن از دانشگاه گلاسکو جایزه‌ای را برای تحقیق در مورد نظرات توطئه‌گرانه گرفتند. در نوامبر ۲۰۰۴ آن‌ها یک کنفرانس در مرکز علمی گلاسکو ارائه دادند، که ده عدد از مطرح‌ترین تئوری‌های توطئه را جداگانه بررسی و رد کردند.

### ویژه میثباسترز
یک قسمت از برنامه میثباسترز در اوت ۲۰۰۸ به فرود روی ماه اختصاص داده شده بود. کارکنان میثباسترز بسیاری از نظریات توطئه را امتحان کردند. بعضی از تست‌ها در مرکز تمرینی ناسا انجام گرفت و تمام نظریات امتحان شده در برنامه‌ای به نام (شکست خورده) نمایش داده شد. به این معنی که آن‌ها درست نبودند.

## شواهد سوم-شخص برای فرود بر ماه
عکس‌های گرفته شده توسط چرخنده شناساگر ماه از مکان‌های فرود بر ماه.
مکان فرود آپولو۱۱، (مکان فرود ماه نورد، درحالی که ۴۰ سال پیش این اتفاق افتاده ولی الان هم مثل ۴۰ سال پیش است). نیویورک تایمز

### عکس‌هایی از مکان‌های فرود

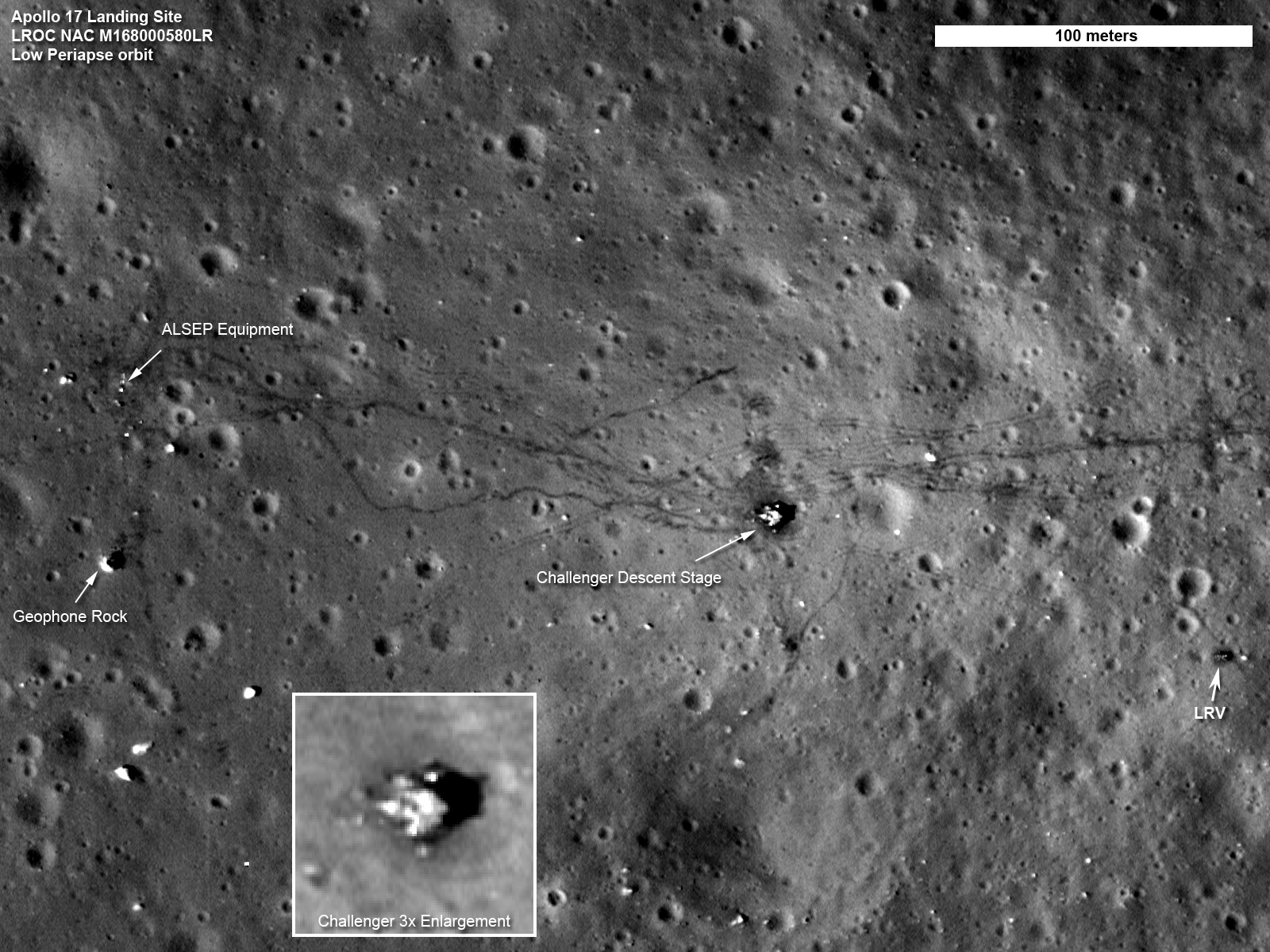
عکسی از محل فرود آپولو ۱۷

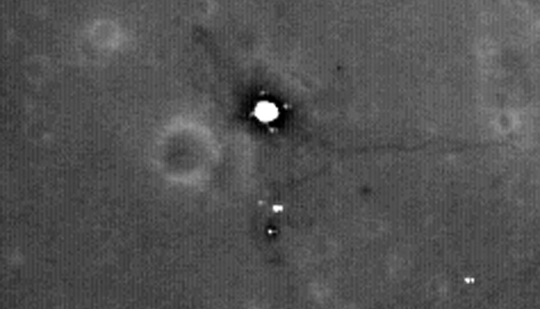
عکسی از محل فرود آپولو ۱۱

نظریه پردازان توطئه ادعا می‌کنند که رصدخانه‌ها و تلسکوپ فضایی هابل باید قادر به عکس برداری از مکان‌های فرود باشند. این نشان می‌دهد که رصدخانه‌ها (همپای تلسکوپ هابل) اصلی جهان در توطئه با نگرفتن عکس همدستی می‌کردند. عکس گرفته شده توسط هابل، شامل عکس‌های آخرین فرودهای آپولو است، اما کیفیت عکس‌های گرفته شده توسط هابل خوب نیست و اجزای ماه که دارای اندازه ۵۵–۶۹ متر هستند، دیده نمی‌شود. این در حالی است که دارای کیفیت لازم برای دیدن موقعیت جاهای فرود آمده بر ماه می‌باشد.
در آوریل ۲۰۰۱، لئونارد دیوید مقاله‌ای را در space. com منتشر کرد، که عکسی گرفت شده توسط فضاپیمای کیلمتاین را نشان می‌دهد، که پخش شدن نقاطی را نمایان می‌سازد که در آن‌ها، آپولو ۱۵(به گفته ناسا) فرود داشته‌است. مدارک توسط میشا کرسلاوسکی، از دانشکده علوم فضایی دانشگاه براون، و یوری شوکراتوا از دانشگاه فضایی اوکراین جمع شده‌است. کاوشگر بدون سرنشین، بنابه گفتهٔ برنارد فوینگ، مدیر ارشد برنامه ای‌اس‌اِی سازمان فضایی اروپا به نام اسمارت-۱ عکس‌هایی را از محل‌های فرود فرستاده‌است.
در ۲۰۰۲، آلکس آر بکول، از دانشگاه هاوایی گفت که بعضی عکس‌ها هنگام چرخش به دور ماه، توسط فضانوردان گرفته شده‌است.
روزنامه دیلی تلگراف در سال ۲۰۰۲، مقاله‌ای را چاپ کرد که می‌گفت، فضانوردان اروپایی برای دیدن محل فرود از تلسکوپ وی‌ال‌تی استفاده کردند. طبق مقاله، دکتر ریچارد وست گفت، تیمش عکس‌های باکیفیتی را از محل فرود بر ماه گرفتند. مارکوس آلن گفت، که هیچ عکسی من را متقاعد به فرود بر ماه نمی‌کند.
آژانس کاوش‌های هوافضای ژاپن در ۱۴ سپتامبر ۲۰۰۷ کاوشگر سلنه را از مرکز فضایی تانیگاشیما پرتاب کرد. سلنه در ارتفاع ۱۰۰ کیلومتری به دور ماه چرخید. در مه ۲۰۰۸، آژانس یک گزارشی را ارائه داد که در آن اثرات ماه نورد آپولو۱۵ را با عکس دوربین تراین بررسی می‌کرد. بازسازی سه بعدی عکس نشان داد، که عکس گرفته شده توسط تراین با عکس آپولو۱۵ از سطح مطابقت دارد.
در ۱۷ ژوئیه ۲۰۰۹، ناسا عکس‌های کم کیفیتی از مکان‌های فرود آپولو ۱۱، ۱۴، ۱۵، ۱۶، ۱۷ که برای آزمایش، توسط شناساگر ماه گرفته شده‌است، را ارائه کرده‌است. عکس‌ها جای سیاه ایجاد شده توسط فرود را نشان می‌دهند. عکس گرفته شده از محل فرود آپولو ۱۴، راهی را که فضانوردان بین کاوشگر و محل کار خود ایجاد کرده‌اند نشان می‌دهد. در ۳ سپتامبر ۲۰۰۹، ناسا عکس‌های گرفته شده از محل فرود آپولو ۱۲ را منتشر کرد. کبودی حاصل از کاوشگر اینترپید، بسته آزمایش(ALSEP)، فضاپیمای سورویور ۳، و جای پای فضانوردان کاملاً معلوم می‌کند رکه این عکس‌ها ناقض نظریه‌های توطئه‌اند.
در ۱ ستامبر ۲۰۰۹، چاندریان-۱، برنامه هند در ماه، عکس‌هایی از محل فرود آپولو ۱۵ و جای پاهای فضانوردان گرفت. در ۸ سپتامبر ۲۰۰۸، کاوشگر بدون سرنشین سازمان فضایی هند از مرکز فضایی ساتیش داون به هوا فرستاده شد. عکس‌های آن، توسط تکنولوژی تصویربرداری فراطیفی گرفته شده بودند.
چنگ ۲ دومین کاوشگر جمهوری خلق چین که در ۲۰۱۰ پرتاب شد، عکس‌هایی با رزولوشن ۱٫۳متر گرفت که رد پای فضانوردان را نشان می‌دهد.

### سنگ‌های آورده شده از ماه

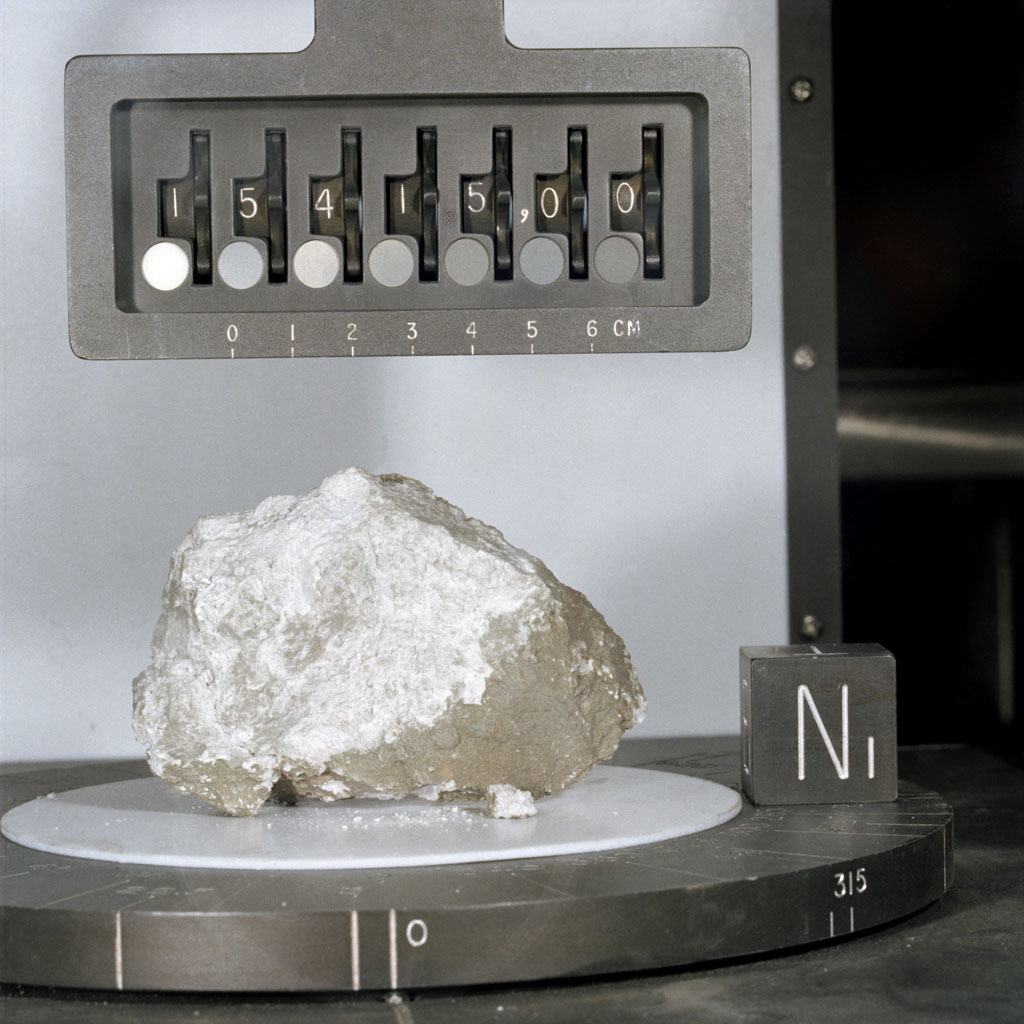
سنگ جنسیس آورده شده از ماه توسط آپولو ۱۵، که از همه سنگ‌های زمین قدیمی‌تر است.

در طی ۶ مأموریت با سرنشین آپولو تقریباً ۳۸۲ کیلوگرم از سنگ‌های ماه جمع‌آوری شده‌است. نظر همهٔ دانشمندان این است که سنگ‌ها از ماه است، نمونه‌های ناسا هم از سنگ‌های زمین و هم از شهاب‌سنگ‌ها متفاوت است. دانشمندان در آن نشان دادند که کمبود محصولات هیدروژن وجود دارد، آن‌ها نشان دادند که در محیط بدون هوا اتفاقاتی برای سنگ می‌افتد، و آن‌ها صفات ژئوشیمی منحصر بفردی دارند؛ علاوه برآن، بیشترشان ۲۰۰میلیون سال قدیمی‌تر از سنگ‌ها زمین هستند؛ و دارای همان ویژگی‌های نمونهٔ شوروی می‌باشند.
نظریه پردازان توطئه می‌گویند که سفر ورنر فون براون از مرکز پروازها فضایی مارشال به قطب جنوب برای جمع‌آوری سنگ‌هایی که برای فریب از آن‌ها استفاده شده، بوده‌است. چون وی عضو سابق اس‌اس بود (توسط گشتاپو دستگیرشده بود)، فیلم مستند آیا ما رفته‌ایم؟، پیشنهاد کرد که او بخاطر اتهامات وارده، مجبور به کمک در این ماجرا شده‌است. ناسا گفت که: مأموریت فون براون این بود که نگاهی به محیط و فاکتورهای محاسباتی که ممکن بود در مأموریت اثر داشته باشد، بیندازد. ناسا تیم‌هایی را به قطب جنوب فرستاد تا در شرایط سیاره‌های خارجی کار کنند.
دانشمندان قبول دارند، که سنگ‌ها مربوط به ماه و مریخ است که در اطراف دهانه برخوردی یافت شده‌اند، و بعضی از آن‌ها در زمین نیز به عنوان شهاب سنگ فرود آمده‌اند. ناسا بین سال‌های ۱۹۶۹ تا ۱۹۷۲ توانست ۳۸۲ کیلوگرم از سنگ‌های ماه را جمع کند که با وجود گشتن اشخاص و دولت‌ها در سراسر جهان به مدت ۲۰ سال، فقط ۳۰ کیلوگرم از آن‌ها در روی زمین نمونه دارد.
هنگامی که در مأموریت‌های آپولو ۳۸۲ کیلوگرم سنگ ماه جمع شده بود، روبات‌های لونا ۱۶ و لونا ۲۰ و لونا ۲۴ شوروی توانستند، تنها ۳۲۶ گرم جمع کنند. درواقع، برنامه‌های فعلی مریخ، می‌توانند فقط ۵۰۰ گرم خاک را بیاورند، و روبات پیشنهاد شده بر پایه قطب جنوب، فقط می‌تواند ۱ کیلوگرم سنگ بیاورد. اگر ناسا از همان تکنولوژی‌ها برای روبات‌ها استفاده کرده‌است، پس باید ۳۰۰ تا ۲۰۰۰ روبات وجود داشت، تا آن مقدار را جمع‌آوری کنند.
کایسینگ در مورد آرایش سنگ‌ها پرسید: چرا هیچ سنگ گران‌قیمتی مانند طلا و نقره و. . . در میان سنگ‌ها نیست؟ آیا این منطقی است؟ چرا این موضوع توسط فضانوردان در مصاحبه‌ها گفته نشده‌است؟ زمین‌شناسان تشخیص دادند که طلا و نقره موجود در زمین از واکنش مایع‌های هیدروترنال با سنگ‌های معدن درست می‌شوند. تا سال ۱۹۶۹ باور می‌شد که روی ماه آب وجود ندارد، و هیچ زمین‌شناسی زحمت بحث در مورد پیدا کردن این‌ها را در چنین اندازه زیاد، به خود نمی‌داد.

### مأموریت‌هایی که به وسیله اشخاص غیر مرتبط دنبال می‌شد
گذشته از ناسا، مسیر مأموریت‌های آپولو توسط گروه‌ها و اشخاص رد یابی می‌گشت. در آخرین مأموریت، ناسا زمان و مکان دیده شدن فضاپیما را مشخص کرد. مسیر توسط رادار پیدا می‌شد و توسط تلسکوپ‌هایی عکس‌برداری صورت می‌گرفت. همچنین ارتباط رادیویی میان فضانوردان و زمین، همیشه ضبط می‌گشت.

### پس بازتابگرها
حضور پس بازتابگرها در آزمایش فاصله سنجی لیزری قمری شاهد این است، که فرود اتفاق افتاده‌است. رصدخانه لیک اقدام به بررسی پس بازتابگر آپولو ۱۱ هنگامی که آرمسترانگ و آلدرین روی ماه بودند، کرد ولی تا ۱ اوت ۱۹۶۹ موفق نشد. فضانوردان آپولو ۱۴ در ۵ فوریه ۱۹۷۱ پس بازتابگری را مستقر کردند، و رصدخانه مک‌دونالد بررسی خود را به همان روش انجام داد؛ و همین اتفاق برای آپولو ۱۵ اتفاق افتاد و مک‌دونالد بعد از چند روز موفق به بررسی شد. پس بازتابگرهای کوچکی هم توسط روس‌ها با کاوشگرهای لونخود ۱ و لونخود ۲ روی ماه قرار داده شده‌است.

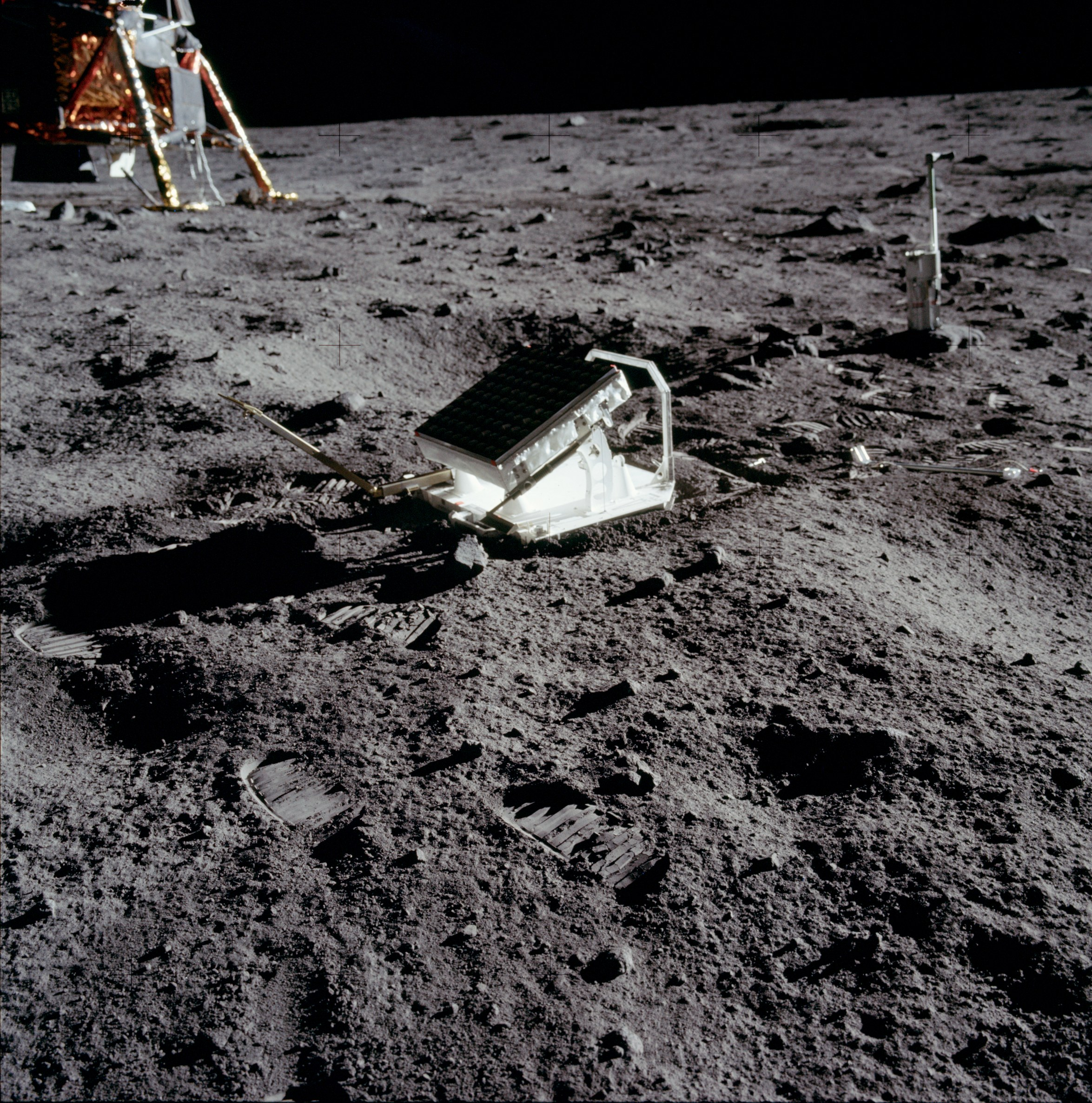
پس بازتابگر آپولو ۱۱ که هنوز با همان پوشش محافظ خود، سر جایش قرار دارد.

## نظر عموم
در یک نظرسنجی توسط واشینگتن پست در سال ۱۹۹۴، ۹٪ نظردهندگان گفتند که ممکن است فضانوردان به ماه نرفته باشند، و ۵٪ درصد گفتند که مطمئن نیستند. در سال ۱۹۹۹ شرکت گالوپ فهمید که ۶٪ مردم شک دارند که فرود اتفاق افتاده و ۵٪ نظری ندارند. که تقریباً مشابه با نظرسنجی سی‌ان‌ان|تایم در ۱۹۹۵ است. مقامات شبکه فاکس گفتند: بعد از اینکه در فوریه ۲۰۰۱، ۱۵ میلیون نفر برنامه «آیا ما به ماه رفته‌ایم؟» را دیدند، شک به این اتفاق به ۲۰٪ رسید. به نظر می‌رسید که فاکس، نظریه‌های توطئه را ترویج می‌دهد.
در سال ۲۰۰۰، بنیاد نظر عمومی با نظر سنجی فهمید که، ۲۸٪ مردم روسیه می‌گویند که فضانوردان آمریکایی بر ماه فرود نیامدند، و این درصد در تمامی جوامع برابر است. در سال ۲۰۰۹، در یک نظر سنجی توسط مجله مهندسی و تکنولوژی بریتانیا مشخص شد که ۲۵٪ مردم می‌گویند، فرود بر ماه انسان یک دروغ بوده‌است. یک نظر سنجی دیگر نشان می‌دهد که ۲۵٪ مردم ۱۸–۲۵ سال مطمئن بر این امر نیستند.
نظر دیگری در سطح جهان وجود دارد که فرود بر ماه دروغ بوده‌است. در ۱۹۹۷ مجله هوراکریشنا، توطئه را «برگشت به خدا» نامید، و گفت: خورشید ۹۳۰۰۰۰۰۰ مایل دورتر است، و بنابه گفتهٔ هندو (ماه ۸۰۰۰۰۰ مایل دورتر از آن است)، یعنی ماه در فاصله تقریبی ۹۴۰۰۰۰۰۰ مایل قرار دارد، که برای طی این فاصله در ۹۱ ساعت، سرعت یک میلیون مایل در ساعت نیاز است، که مطمئناً غیرممکن است، حتی با محاسبه دانشمندان.
جیمز اوبرگ از خبرگزاری ای‌بی‌سی نیوز گفت: تئوری‌های توطئه در مدارس کوبا و هر جایی که معلمان کوبایی فرستاده می‌شوند، تدریس می‌شود. طبق نظرسنجی که در ده ۱۹۷۰ توسط آژانس اطلاعاتی آمریکا انجام گرفت، بیشتر نظردهندگان در آمریکای لاتین آسیا و آفریقا از فرود بر ماه ناآگاه بوده‌اند، بسیاری از آن‌ها توسط تبلیغات سیاسی و فکر اینکه ماجرا کلاً داستان علمی-تخیلی بوده‌است، ناآگاه مانده‌اند، و بسیاری فکر می‌کنند که روسیه برای اولین بار روی ماه فرود آمده‌است.